# Caligola
Gaio Cesare Augusto Germanico (in latino Gaius Caesar Augustus Germanicus; nelle epigrafi: C·CAESAR·AVG·GERMANICVS·PON·M·TR·POT; Anzio, 31 agosto 12 – Roma, 24 gennaio 41), nato Gaio Giulio Cesare Germanico e meglio conosciuto con il soprannome Caligola, è stato il terzo imperatore romano, appartenente alla dinastia giulio-claudia. Regnò per meno di quattro anni: dal 37 al 41.
Le fonti storiche hanno tramandato di Caligola un'immagine di despota, sottolineandone stravaganze, eccentricità e depravazione. Lo si accusa di aver dilapidato il patrimonio accumulato dal predecessore, per quanto ciò avvenisse anche per ottemperare ai lasciti testamentari stabiliti da Tiberio e per offrire al popolo giochi, denaro e cibo. Le sue stravaganze, ispirate all'autocrazia dei monarchi orientali ellenistici e al disprezzo per la classe senatoria, non furono molto diverse dalla vendetta che Tiberio stesso mise in atto negli ultimi anni del suo principato.
D'altra parte ci sono aspetti che indicano che la sua amministrazione iniziale ebbe anche lati positivi, come la riduzione della tassa sulle vendite (centesima rerum venalium) e la realizzazione e ristrutturazione di alcune opere pubbliche. Negli ultimi tempi diede segni di squilibrio mentale, tanto da indurre a credere che soffrisse di una malattia degenerativa. Fu assassinato a 28 anni da alcuni soldati della guardia pretoriana.

## Le fonti storiografiche
Le fonti storiografiche contemporanee di Caligola pervenuteci sono scarse e controverse, e questo fa sì che sia uno degli imperatori giulio-claudi meno conosciuti. Suoi coevi furono Lucio Anneo Seneca, che narra alcuni aneddoti dell'imperatore romano, e Filone di Alessandria, che descrive le vicissitudini del popolo ebraico di quel periodo. Furono scritte altre opere a lui contemporanee, andate perdute, e perduta è anche la sezione degli Annales di Tacito a lui dedicata.
Dunque, le superstiti fonti storiografiche di maggiore importanza sono le Vite dei Cesari di Svetonio e la Historia romana di Cassio Dione, che vissero molti anni dopo la morte di Caligola. Entrambi facevano parte della classe dirigente, avversa a questo princeps, tanto che le informazioni contenute nelle loro opere vengono oggi riconsiderate alla luce della loro faziosità.

## Biografia

### Origini familiari

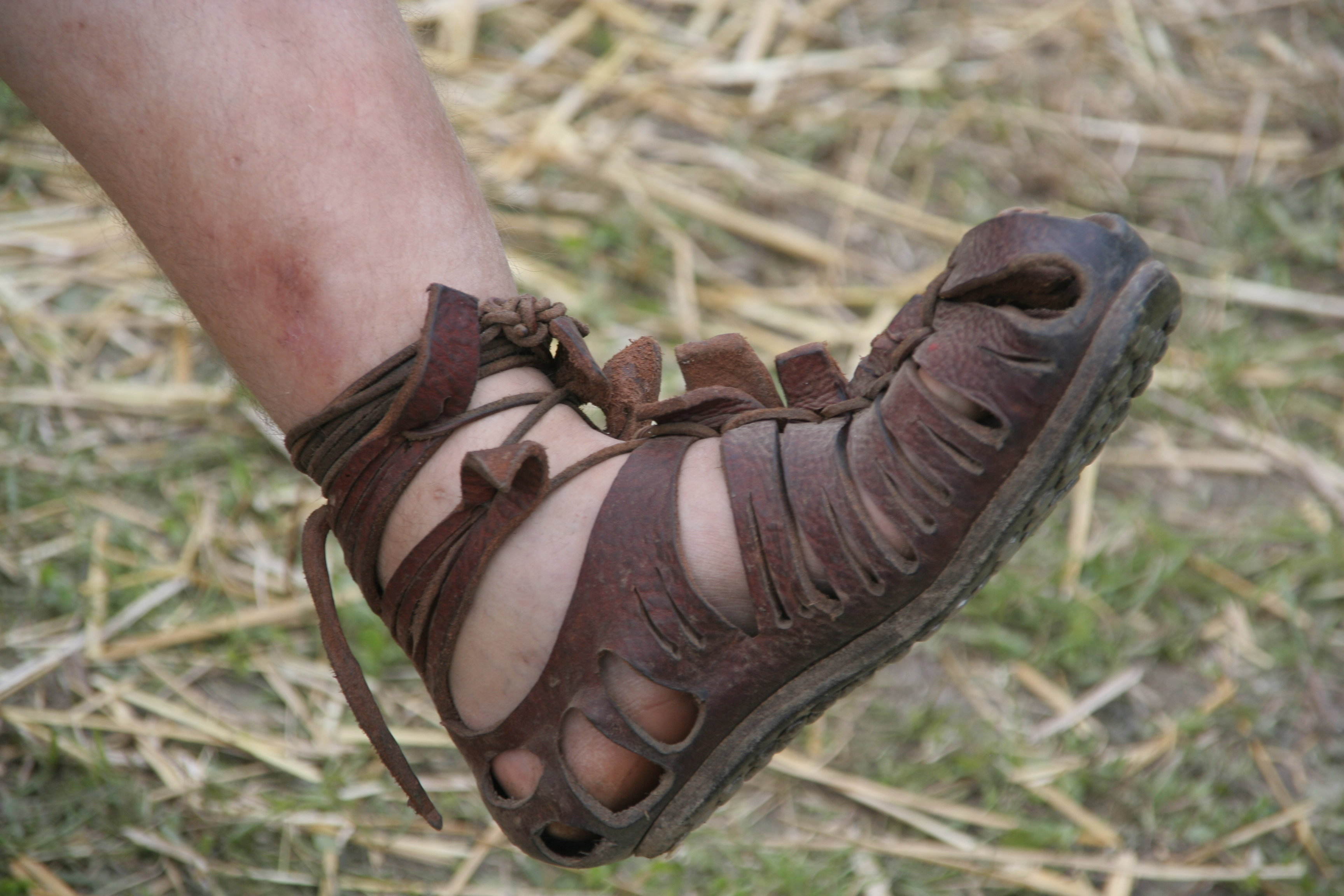
Riproduzione di una caliga, calzatura di cuoio utilizzata dai militari romani

Caligola ("piccola caliga", la calzatura dei legionari, affettuoso soprannome datogli in giovane età dai soldati del padre, ma che lui non voleva che si usasse), nato come Gaio Giulio Cesare Germanico, era il terzo figlio di Agrippina maggiore e di Germanico Giulio Cesare, generale molto amato dal popolo romano. La madre era figlia di Marco Vipsanio Agrippa (amico fraterno di Augusto) e di Giulia maggiore (figlia di primo letto di Augusto). Il padre era figlio di Druso maggiore (fratello di Tiberio e figlio di Livia, moglie di Augusto) e di Antonia minore (figlia di Marco Antonio e Ottavia minore, sorella di Augusto).
Suo padre Germanico, inoltre, era stato adottato da Tiberio su richiesta di Augusto. Questa particolare situazione familiare (che attraverso Cesare e il bisnonno Augusto, ne faceva un discendente di Venere ed Enea), rendevano Caligola il più probabile successore del prozio Tiberio.
I suoi fratelli erano Nerone Cesare, Druso Cesare, Agrippina minore (la madre del futuro imperatore Nerone), Drusilla e Giulia Livilla. I primi due, più anziani di lui, vennero mandati a morte da Tiberio, la sorella Drusilla, la più amata, morì durante il suo regno, mentre le altre due furono da lui esiliate e tornarono a Roma solo dopo la sua morte. Caligola ebbe anche altri due fratelli maschi, Tiberio Cesare (nato nel 10), Gaio Cesare (nato nell'11), e una femmina (nata tra il 13 e il 14), che però morirono tutti prematuramente.

### L'antica incertezza sul luogo di nascita

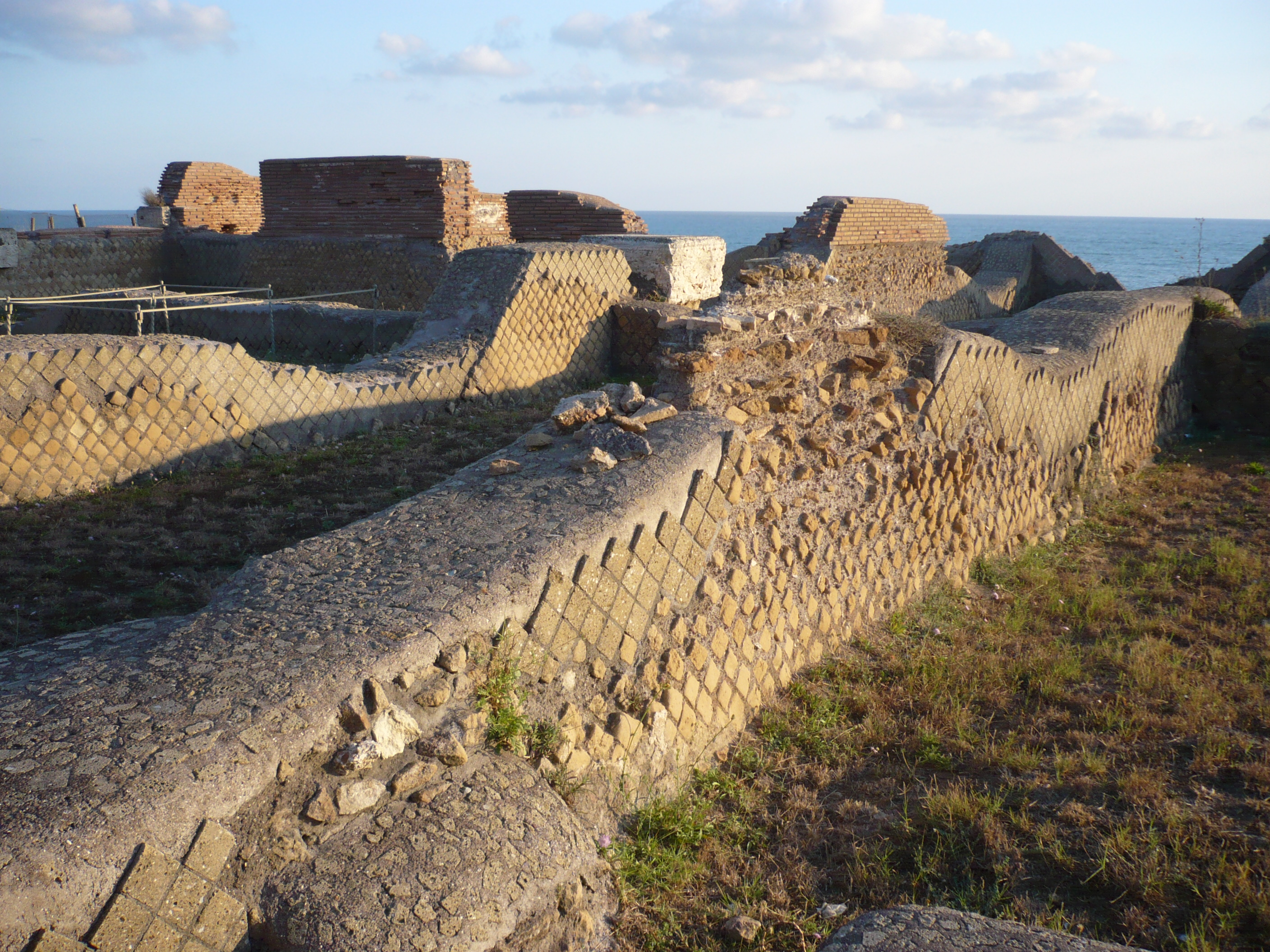
Resti della Domus Neroniana ad Anzio, città natale di Gaio Cesare

Svetonio narra che al suo tempo il luogo di nascita di Gaio Cesare fosse incerto per la discordanza delle fonti. Infatti secondo Getulico, i cui scritti sono però andati perduti, Caligola sarebbe nato a Tivoli, mentre secondo Plinio il Vecchio ad Augusta Treverorum (Treviri). Getulico sarebbe stato smentito da Plinio che lo accusò di aver mentito per mera adulazione (Tivoli è infatti una città consacrata a Ercole) e di aver perseverato nella menzogna, poiché a Tivoli era nato il fratello maggiore, morto prematuramente, anche lui di nome Gaio. Plinio riferisce, invece, di aver individuato una lapide che recitava: "In onore del parto di Agrippina". Svetonio respinge questa tesi, sostenendo che Gaio fosse già nato quando il padre partì per le Gallie e che molto probabilmente la lapide si riferisse invece a una delle figlie. Indica, infine, come luogo di nascita la città di Anzio, come risulterebbe nei documenti ufficiali.

### Giovinezza (12-37)
Nato ad Anzio il 31 agosto del 12, fu allevato nei primi anni di vita a Roma, tra gli affetti dello stesso Augusto, della bisnonna Livia, della nonna Antonia e della madre Agrippina. Nell'estate del 14, all'età di quasi due anni, Gaio partì insieme ai genitori per il fronte germanico-gallico, dove rimase fino a quando il padre non ebbe portato a termine le spedizioni militari in Germania (14 - 16). Durante questi tre anni, rimase insieme alla madre nei pressi del Reno (ad Ara Ubiorum, l'attuale Colonia), lontani dal teatro di guerra. Qui nacquero le prime due sorelle: Drusilla e Agrippina.
Tornati a Roma nel 17, dopo aver assistito al trionfo paterno, partì nuovamente con la famiglia per l'Oriente. La difficile situazione orientale aveva reso necessario un nuovo intervento romano, e Tiberio nel 18 aveva deciso di inviare il proprio figlio adottivo, Germanico, a cui fu concesso l'imperium proconsulare maius su tutte le province orientali. Il princeps, tuttavia, non aveva fiducia in Germanico e decise di affiancargli un uomo di sua provata fiducia: la scelta cadde su Gneo Calpurnio Pisone, che fu nominato governatore della provincia di Siria. Il 10 ottobre del 19 il padre morì dopo lunghe sofferenze. Prima di spirare, lo stesso Germanico confessò la propria convinzione di essere stato avvelenato da Pisone, e rivolse un'ultima preghiera ad Agrippina affinché vendicasse la sua morte.
Subito si manifestò il sospetto che fosse stato Pisone a causarne la morte avvelenandolo; si diffuse anche la diceria di un coinvolgimento dello stesso Tiberio, quasi fosse il mandante del delitto di Germanico, avendo lo stesso scelto personalmente di inviare Pisone in Siria. Quest'ultimo fu, pertanto, richiamato a Roma per essere processato e fu accusato anche di aver commesso numerosi altri reati in precedenza. L'imperatore tenne un discorso particolarmente moderato, evitando di schierarsi a favore o contro la condanna del governatore. A Pisone non poté comunque essere imputata l'accusa di veneficio, che appariva, anche agli accusatori, impossibile da dimostrare; il governatore, tuttavia, certo di dover essere condannato per gli altri reati, preferì suicidarsi prima che venisse emesso il verdetto. Le macchie sul corpo del padre, la bava nera che colava dalla bocca, il cuore rimasto indenne alla cremazione, perché, come si credeva, sembra fosse impregnato di veleno, costituirono per il piccolo Caligola i primi segni, orribili e traumatici, della fine di un'infanzia serena, ora che era stato messo di fronte alla morte paterna, agli intrighi e alle congiure di palazzo.

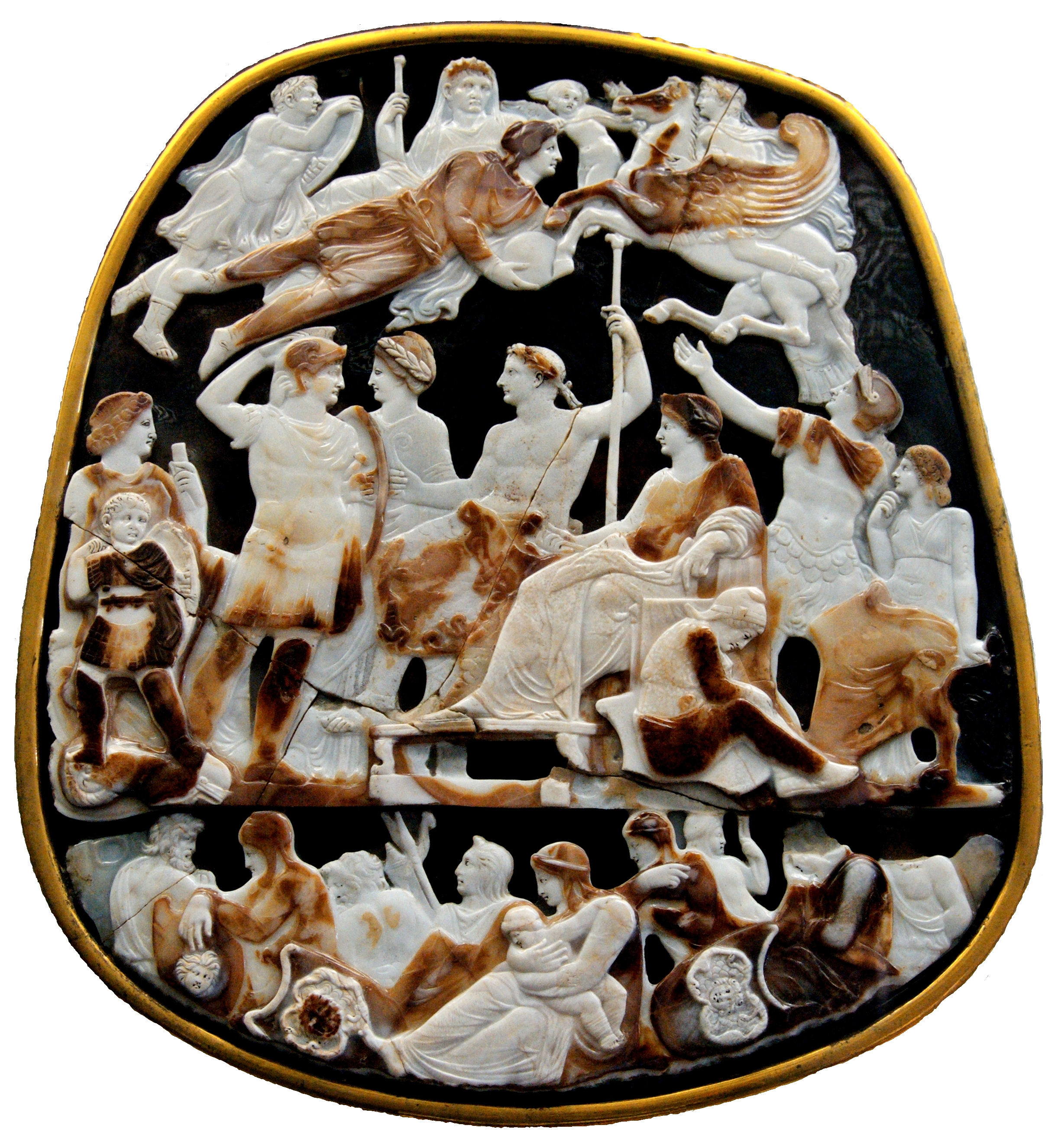
Nel registro centrale ci sono i membri della famiglia imperiale ancora vivi nel 23 e Caligola è il bambino sulla sinistra. Nel registro inferiore ci sono dei barbari prigionieri e in quello superiore importanti membri della dinastia, come Augusto, Druso minore, Germanico e Iulo, mitico fondatore della dinastia (Gran Cammeo di Francia, Cabinet des Médailles, Parigi)

Quando Gaio e la madre tornarono a Roma, Tiberio non sembrò felice del loro rientro: il princeps e la nuora si sospettavano vicendevolmente di aver avvelenato Germanico. Frattanto Seiano, il prefetto del pretorio, amico e confidente dell'imperatore, iniziò ad architettare la fine di Agrippina, facendole giungere voci che la si volesse avvelenare. Fu così che, quando durante un banchetto Tiberio le offrì del cibo, la stessa, respingendolo in modo plateale, provocò l'ira dell'imperatore che di lì a poco la accusò di lesa maestà in Senato, assieme al figlio Nerone Cesare, imputato a sua volta di immoralità. Nel 29 Agrippina fu esiliata a Ventotene, dove nel 33 si lasciò morire di fame, mentre il figlio Nerone, relegato a Ponza, era già morto due anni prima, nel 31.
In seguito all'esilio della madre, Gaio andò a vivere sul Palatino dalla bisavola paterna, Livia, fino alla sua morte, quando ne pronunciò l'elogio funebre. Costretto a trasferirsi nella dimora della nonna Antonia, incontrò numerosi principi orientali vassalli di Roma, che ne influenzarono il modo di fare politica: i tre giovani principi traci, Polemone (a cui diede in seguito il regno del Ponto e del Bosforo), Remetalce (a cui più tardi affidò metà dell'antico regno di Tracia) e Cotys (a cui affidò quello dell'Armenia Minore). Conobbe anche Erode Agrippa (discendente dai re di Giudea della dinastia erodiana), a cui rimase profondamente legato negli anni a venire da profonda amicizia, e il cugino Tolomeo di Mauretania (figlio di Cleopatra Selene, a sua volta figlia di Cleopatra e Marco Antonio, nonché sorellastra di sua nonna Antonia). Come riferisce Svetonio, si dice che in questo periodo avesse deflorato la sorella Drusilla e che fosse stato sorpreso nel letto di lei dalla nonna Antonia.
Frattanto la corte imperiale andava riducendosi in numero, poiché Tiberio, temendo di essere al centro di ripetute congiure, ordinava spesso esecuzioni sommarie. Quando anche Seiano fu sospettato di voler aspirare al trono imperiale, Caligola entrò in maniera più attiva nella vita di corte. Poco dopo la caduta di Seiano (nel 31), si riaprì la questione della successione. Fu in questa circostanza che Tiberio, ormai ritiratosi a Capri dal 26, volle che a fargli compagnia fosse il nipote Caligola. Giunto sull'isola, Gaio ricevette la toga virilis, senza che però gli fosse riservato alcun onore aggiuntivo. Il ragazzo, durante il soggiorno sull'isola, mostrò grande autocontrollo e sembrò dimenticare tutte le crudeltà che Tiberio aveva compiuto nei confronti della sua famiglia. In questa occasione l'oratore Passieno pronunciò la celebre frase: «Non c'è mai stato un servo migliore e un padrone peggiore».
Svetonio racconta che, già in questo periodo, Gaio mostrò i primi segni della sua natura crudele e viziosa, assistendo spesso e volentieri alle esecuzioni capitali, oltre a frequentare taverne e bordelli, mascherandosi per non farsi riconoscere. Tiberio che conosceva i vizi del nipote ne tollerava la condotta, e in lui cercava la sua vendetta personale nei confronti del popolo romano, che ormai lo odiava, tanto da fargli pronunciare la frase: «Gaio vive per la rovina sua e di tutti; io educo una vipera per il popolo romano, un Fetonte per il mondo».

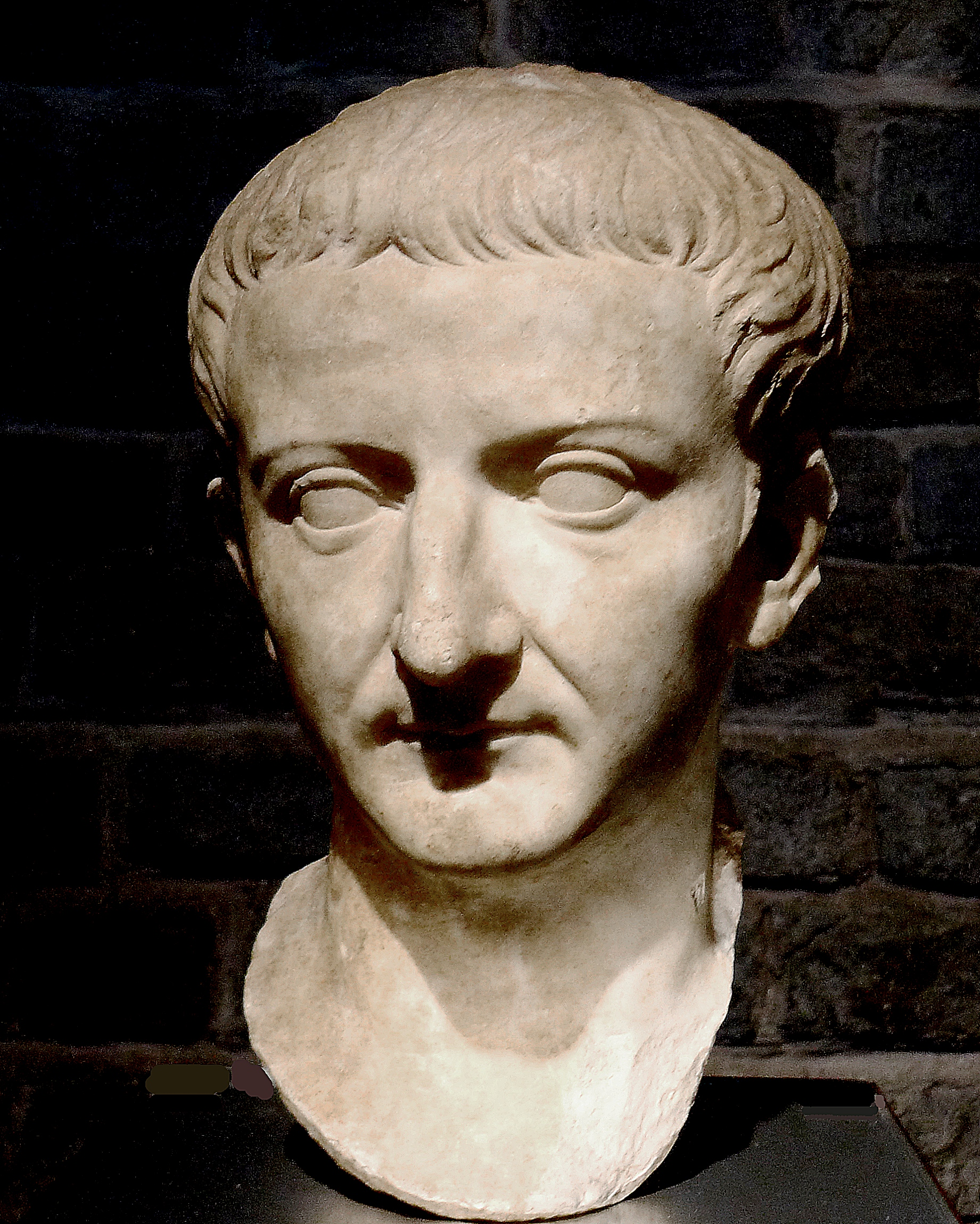
Busto di Tiberio, nonno adottivo di Caligola (Römisch-Germanisches Museum, Colonia)

Nel 33 Caligola sposò Giunia Claudia, figlia di Marco Giunio Silano, un personaggio di spicco dell'aristocrazia romana. Sempre in quell'anno Druso Cesare, il secondogenito di Germanico, era morto dopo essere stato condannato al confino nel 30 con l'accusa di aver cospirato contro Tiberio. Alla morte del fratello, Gaio lo sostituì prima come augure, poi come pontefice.
Quando Tiberio, nel 35, depositò il proprio testamento, potendo scegliere fra tre possibili eredi, vi incluse il nipote Tiberio Gemello, figlio di Druso minore, e il nipote Gaio, figlio di Germanico. Restò dunque escluso il fratello dello stesso Germanico, Claudio, che era considerato del tutto inadatto al ruolo di princeps, in quanto debole nel fisico e di dubbia sanità mentale. Il favorito nella successione apparve da subito il giovane Gaio di ventitré anni, poiché Tiberio Gemello, peraltro sospettato di essere in realtà figlio di Seiano (per le relazioni adulterine con la moglie di Druso minore, Claudia Livilla), aveva dieci anni di meno: due ragioni sufficienti per non lasciargli il Principato. Alla fine del 36 la moglie di Gaio, Giunia, morì di parto, ma Silano, il suocero di Caligola, mantenne per il genero un affetto profondamente paterno. Intanto, il prefetto del pretorio Macrone dimostrò da subito simpatia per Gaio, erede designato, guadagnandosene con ogni mezzo la fiducia, compreso il fatto di permettere che lo stesso avesse una relazione adulterina con sua moglie, Ennia Trasilla.
Il 16 marzo del 37 le condizioni di salute di Tiberio si aggravarono, tanto che Caligola scese in piazza già acclamato imperatore dal popolo. Tiberio, però, poco dopo si riprese ancora una volta, suscitando scompiglio tra coloro che avevano anzitempo acclamato il nuovo imperatore; il prefetto Macrone, tuttavia, mantenendo la necessaria lucidità, ordinò che Tiberio fosse soffocato tra le coperte. Il vecchio imperatore, debole e incapace di reagire, spirò all'età di settantasette anni. Secondo Svetonio fu lo stesso Caligola a uccidere Tiberio somministrandogli un veleno oppure soffocandolo sul letto di morte. Secondo i contemporanei di Tiberio, però, il Principe morì per cause naturali.

### Ascesa al trono (37)
Alla morte di Tiberio, gli eredi designati erano Caligola e Tiberio Gemello. Quest'ultimo però non aveva ancora raggiunto l'età adulta (15 anni), mentre Gaio era il più amato dal popolo romano. Soldati e provinciali lo ricordavano quando, ancora bambino, aveva accompagnato il padre Germanico durante le campagne militari e la plebe romana lo acclamava come unico figlio dell'amato generale.
(Svetonio, Vite dei Cesari, Gaio Cesare, XIII; Aurelio Vittore, De Caesaribus, III, 2)
Caligola tornò a Roma seguendo il corteo funebre di Tiberio e, entrato in città, ne pronunciò l'elogio funebre. Subito dopo partì per le isole di Ventotene e Ponza, per riportare a Roma le ceneri della madre e del fratello Nerone. Le prese con reverenza e le pose lui stesso nelle urne; poi salpò per Ostia e proseguì fino a Roma dove le pose nel mausoleo di Augusto. La folla al suo passaggio lo acclamò, definendolo "nostra stella" e "nostro bambino". Il Senato allora, su pressione del popolo, annullò il testamento di Tiberio, con la motivazione che l'imperatore prima di morire fosse uscito di senno, e proclamò nuovo princeps Caligola. Era il 18 marzo del 37.
Il re dei Parti, Artabano II, che da sempre aveva dichiarato il proprio odio nei confronti di Tiberio, rese omaggio al nuovo princeps offrendogli un'alleanza tra i due popoli. Nel periodo che seguì l'inizio del suo principato vennero spesso organizzate feste e banchetti gratuiti per l'intera cittadinanza di Roma (congiaria): Svetonio aggiunge che, nei tre mesi successivi alla proclamazione di Caligola, furono sacrificati oltre 160 000 animali, mentre Filone ricorda che durante i primi sette mesi del suo regno tutti i cittadini furono costantemente in festa.
(Filone di Alessandria, De Legatione ad Gaium)

### Il principato (37-41)

#### Politica interna

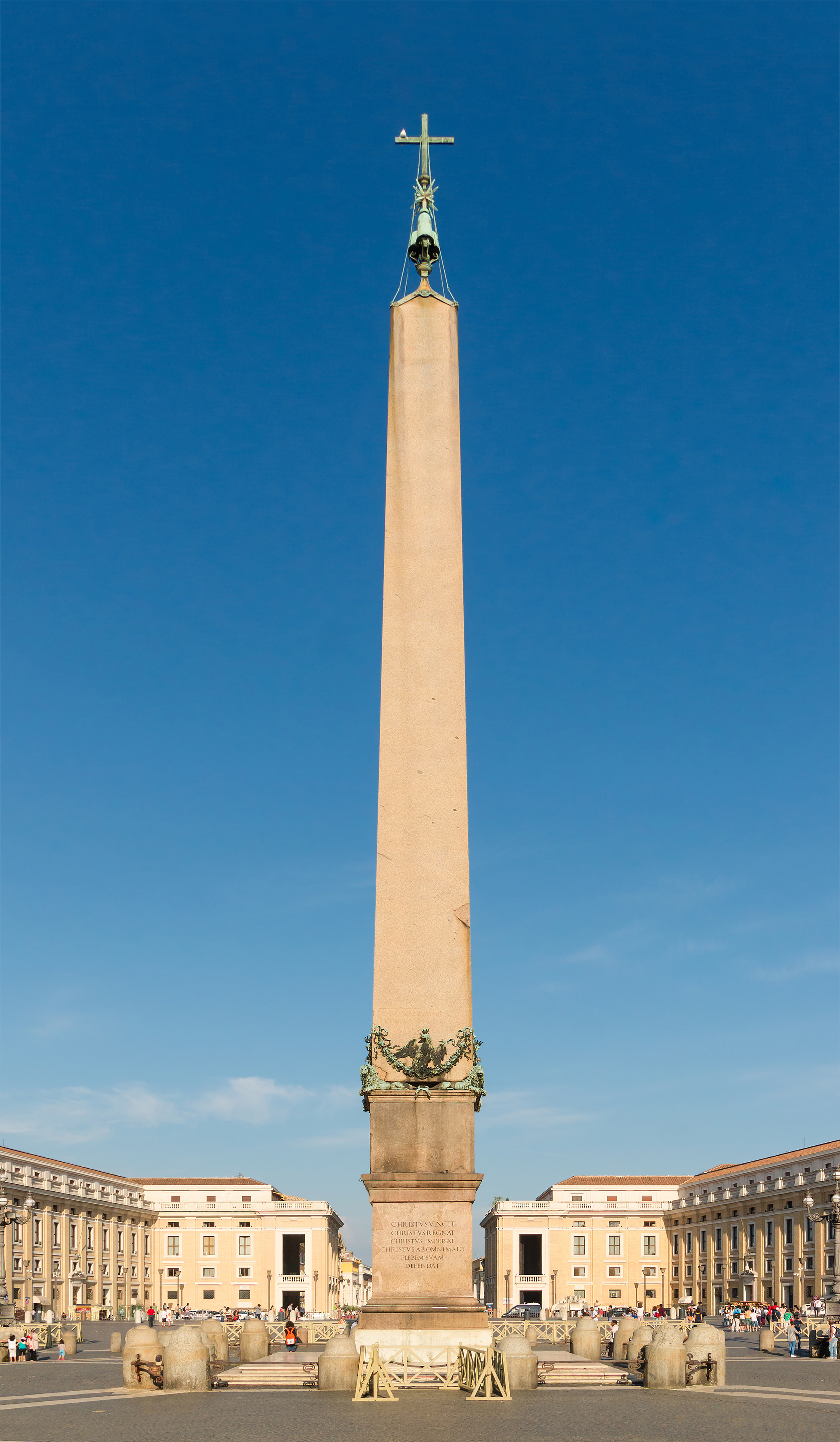
L'obelisco fatto portare da Caligola dall'Egitto per abbellire il circo di Gaio (oggi in piazza San Pietro, Città del Vaticano)

##### Primi atti (37)
Per compiacere il popolo, uno dei suoi primi atti ufficiali fu concedere l'amnistia ai condannati, agli esiliati da Tiberio e a tutti coloro che erano imputati in un processo. Per tranquillizzare i testimoni nel processo di sua madre e dei suoi fratelli, fece portare nel Foro tutti gli incartamenti processuali e li bruciò. Dichiarò che i pervertiti sessuali, inventori di accoppiamenti mostruosi, fossero espulsi dall'Urbe e mandati in esilio; permise di ricercare, diffondere e leggere gli scritti, un tempo banditi, di Tito Labieno, Cassio Severo e Cremuzio Cordo (che denunciavano in molti casi la classe senatoria). Attuò altre riforme per migliorare le condizioni della Repubblica, aumentare la libertà dei cittadini e combattere la corruzione.
Organizzò banchetti pubblici e prolungò la festività dei Saturnalia di un giorno. Organizzò spesso spettacoli e giochi gratuiti per farsi benvolere dalla popolazione. Escogitò inoltre un nuovo tipo di spettacolo: tra Baia e Pozzuoli fece costruire un ponte, lungo più di due chilometri e mezzo, composto da due file di navi ancorate e ricoperte di terra, a somiglianza della Via Appia. A causa dell'enorme quantità di navi utilizzate, per alcuni giorni il cibo scarseggiò in tutta Roma, poiché insufficienti erano i mezzi addetti al rifornimento della città, che lungo il Tevere conducevano le derrate alimentari dalle province al porto di Ostia e da qui all'Urbe. Non solo nell'Urbe organizzò questo genere di manifestazioni, ma anche in Sicilia (in particolare a Siracusa) e in Gallia (a Lugdunum).
Portò a termine alcune opere pubbliche, iniziate dal suo predecessore, come il tempio di Augusto, oltre a ristrutturarne altre come il Teatro di Pompeo. Iniziò la costruzione dell'acquedotto Claudio (finito dal suo successore e dal quale prese il nome), dell'Acquedotto Anio novus e di un nuovo anfiteatro presso il luogo in cui si tenevano le elezioni (che fu però abbandonato alla sua morte). Ricostruì molti edifici e templi a Siracusa. Progettò la ristrutturazione del palazzo di Policrate a Samo, il Tempio di Apollo a Mileto, la fondazione di una città sulle Alpi e il taglio dell'istmo di Corinto. Fece portare a Roma l'obelisco che si trovava nel foro di Eliopoli e lo pose al centro di un circo che iniziò a costruire, ma che fu portato a termine da Nerone e che prese da quest'ultimo il nome. Rinnovò, infine, i porti di Reggio Calabria e della Sicilia, al fine di aumentare l'importazione di grano dall'Egitto.

##### Amministrazione provinciale
Nel 37, il primo anno del suo regno, Caligola dovette affrontare un disastro naturale ad Antiochia di Siria: il 9 aprile si verificò un terremoto che distrusse la città. L'imperatore, usando il denaro lasciatogli dal principato di Tiberio, provvide immediatamente a iniziare i lavori di ricostruzione e inviò a soprintendere e verificare un legato, un certo Salviano, e due senatori, Lurio Vario e Ponzio. I tre fecero inoltre molte offerte alla città, costruendo delle terme e un Trinymphon per i matrimoni.
Nel 38 Caligola inviò un suo amico, Erode Agrippa, contro il prefetto d'Egitto, Aulo Avilio Flacco, un presunto cospiratore alla porpora imperiale che aveva legami con i separatisti egizi. La popolazione greca di Alessandria non vide di buon occhio Agrippa, poiché era un re giudeo. Flacco allora provò a placare sia l'imperatore sia i Greci, facendo erigere sue statue nelle sinagoghe. Fu tutto inutile, poiché la rivolta scoppiò ugualmente in città; Flacco venne pertanto rimosso dal suo incarico e poco dopo fu giustiziato.
Nel 40 scoppiò una nuova rivolta ad Alessandria d'Egitto, tra Greci ed Ebrei: questi ultimi erano accusati di empietà contro l'imperatore, poiché avevano distrutto le sue statue nei luoghi di culto. La reazione di Caligola fu la decisione presa di far erigere una sua statua colossale all'interno dello stesso tempio di Gerusalemme, cosa che si scontrava con la credenza monoteistica ebraica. Al governatore della Siria, Publio Petronio, fu dato l'ordine di intervenire con l'esercito, ma Agrippa riuscì a convincerlo che non era necessario e l'imperatore acconsentì a non usare la forza contro il popolo ebraico.

##### Amministrazione economica e finanziaria
Alla morte di Tiberio nelle casse del fiscus romano si contavano ben 2 700 000 000 sesterzi che Caligola riuscì a dilapidare in meno di un anno. Questo enorme fondo che ereditò dal suo predecessore venne dilapidato tra la fine del 38 e l'inizio del 39. Numerose furono infatti le elargizioni distribuite al popolo di Roma (congiaria), agli eserciti provinciali e alla guardia pretoriana (a cui conferì un donativo doppio rispetto a quello promesso da Tiberio, pari a 2 000 sesterzi ciascuno), ai regni vassalli di Roma (il solo Antioco IV di Commagene ricevette 100 000 000 di sesterzi), oltre a spese a uso personale e della corte imperiale.
Svetonio aggiunge che fece costruire bagni costosissimi, formati da enormi vasche con alternanza di acque calde e fredde. Faceva servire perle disciolte in aceto e cibi cosparsi d'oro in polvere, sostenendo di dover essere un uomo frugale oppure un Cesare. Stanziò una somma che giornalmente veniva lanciata dalla Basilica Giulia sulla folla sottostante. Costruì navi di dimensioni spropositate, con dieci ordini di remi, decorate con gemme preziose e colori sgargianti, sulle quali erano state poste terme, sale da pranzo, portici e piantagioni di viti. Si adoperò affinché i suoi architetti innalzassero immense dighe, scavassero monti e producessero interramenti di vallate in tempi brevissimi.
In questo primo periodo, inoltre, rese noti tutti i conti dei fondi pubblici, come aveva fatto in passato anche Augusto ma non Tiberio, almeno da quando si era allontanato da Roma. Aiutò i soldati a spegnere un incendio e diede assistenza a chi ebbe danni a causa di eventi naturali, oltre a sopprimere la tassa dell'1% che gravava sui beni venduti all'incanto (centesima rerum venalium).
Terminati i fondi statali iniziò ad accumulare denaro con truffe e imbrogli. Si racconta che organizzò aste obbligatorie di ogni genere; modificò testamenti per i motivi più disparati, nominandosi erede di sconosciuti; rifiutò di riconoscere la cittadinanza a moltissime persone, dichiarando che gli atti prima del principato di Tiberio fossero troppo antichi; incriminò chi aveva avuto una crescita del patrimonio da un censimento all'altro, processandolo e ottenendo enormi somme di denaro in pochissimo tempo; aumentò le tasse in modo esagerato e ne creò di totalmente nuove, come quelle sul cibo, sui processi, sulle cause, sulla prostituzione, sui matrimoni e sul gioco d'azzardo. Le nuove leggi non furono, infine, rese del tutto pubbliche in modo tale che, ignorandone l'esistenza, venivano violate, generando così pesanti multe che alimentavano le casse imperiali.

##### Amministrazione giudiziaria e degli ordini

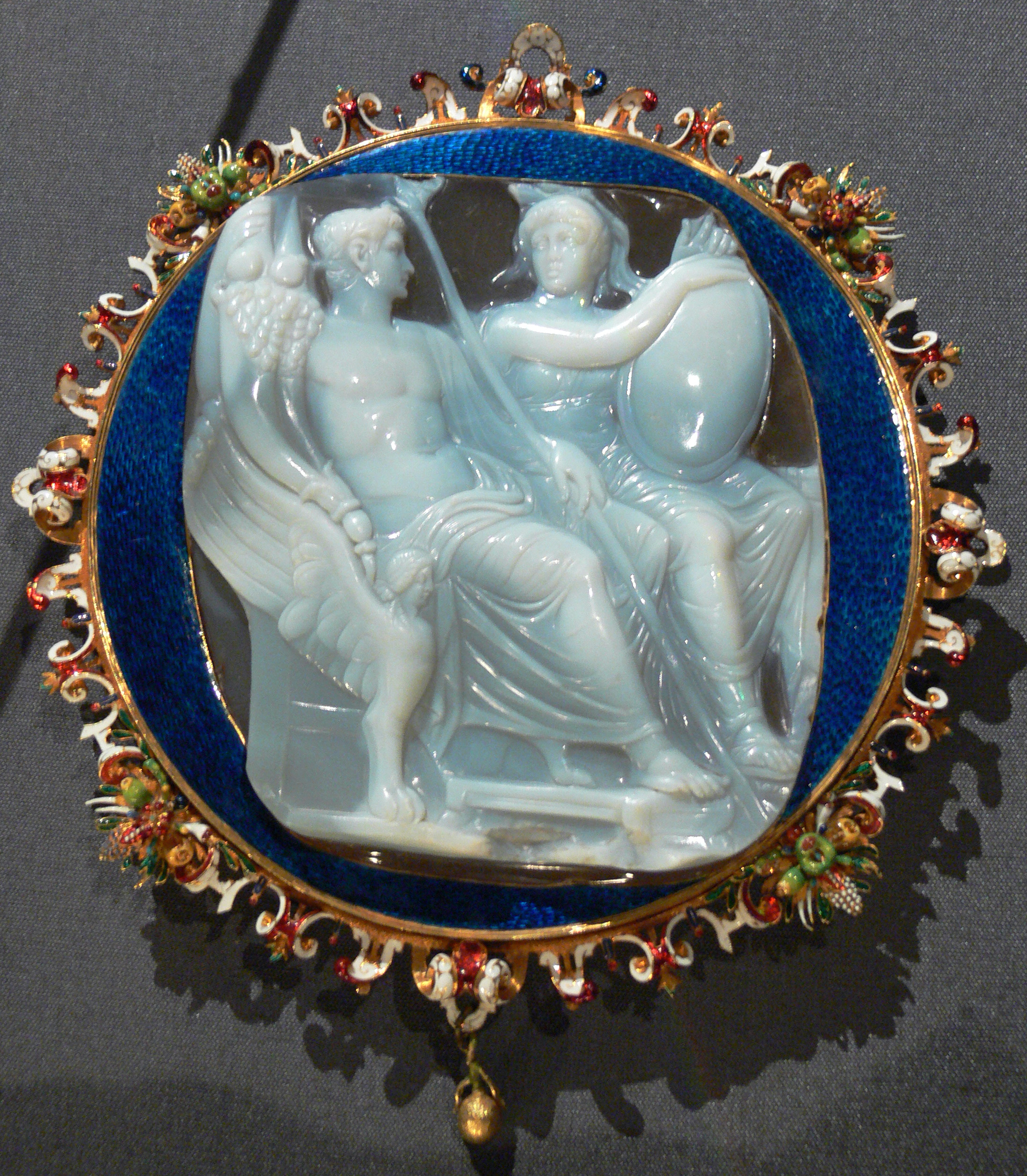
Cammeo raffigurante Caligola e una personificazione di Roma (Kunsthistorisches Museum, Vienna)

In generale la politica giudiziaria di Caligola si può dividere in due periodi: il primo, molto liberale e filo-popolare, nel quale egli cercò anche il favore dell'ordine senatorio; il secondo, nel quale il princeps fece di tutto per accrescere il proprio potere, in una sorta di assolutismo monarchico, che egli sfruttò per accumulare ricchezze e per disporre del destino dei cittadini romani a suo piacimento.
Dato che l'ordine equestre si stava riducendo di numero, convocò da tutto l'impero, anche al di fuori d'Italia, gli uomini più importanti per stirpe e ricchezza e li iscrisse all'ordine; ad alcuni di loro, per assecondare l'aspettativa di diventare senatori, concesse di vestire l'abito senatoriale ancor prima di aver assunto cariche in quelle magistrature che davano accesso al Senato. Cercò di ristabilire, almeno formalmente, i poteri delle assemblee popolari, permettendo alla plebe di convocare nuovamente i comizi.

#### Politica estera

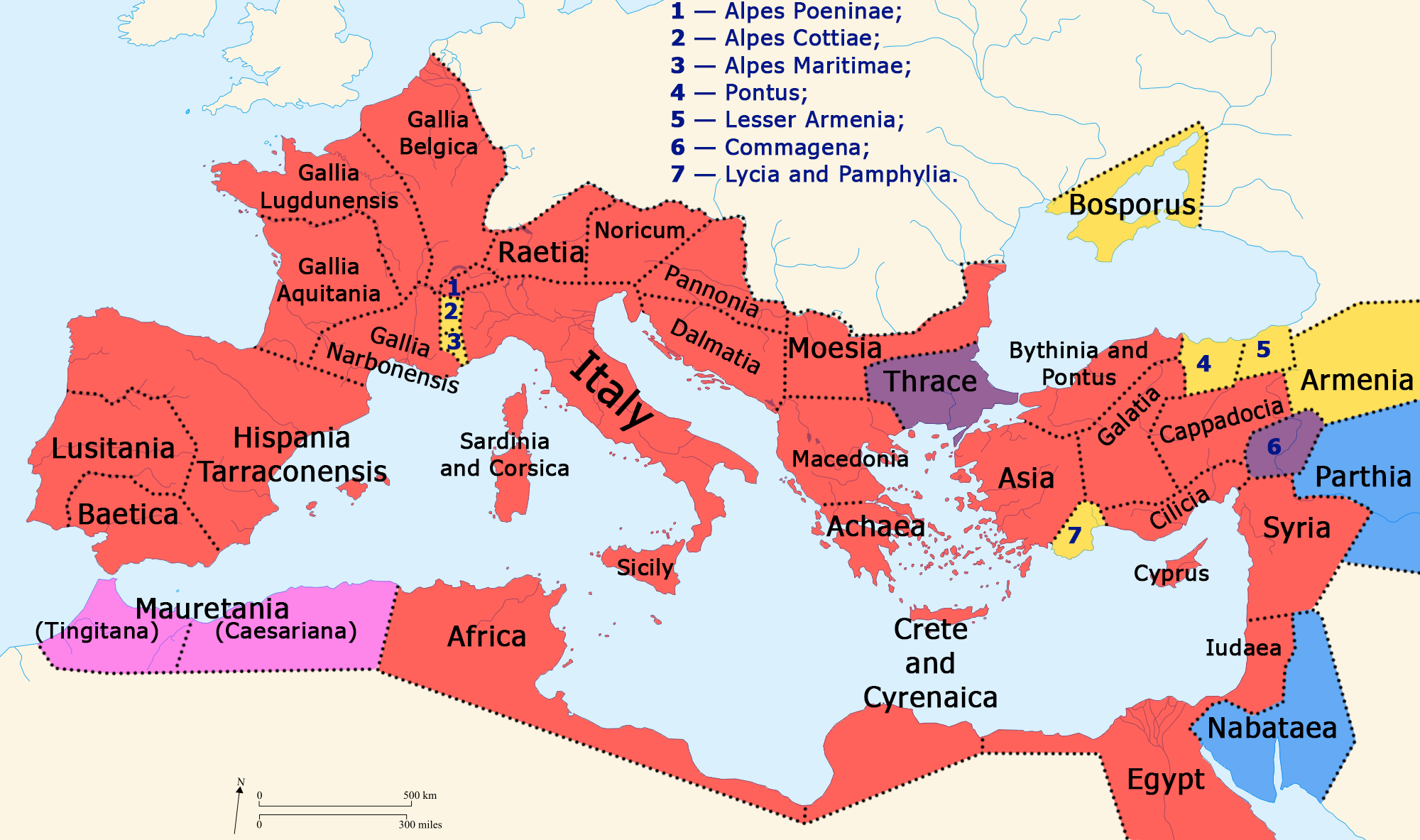
Mappa dell'Impero romano e degli Stati confinanti sotto Caligola. Legenda:
Italia e provincie romane
Stati indipendenti
Stati clienti di Roma
Regno di Mauretania, annesso all'Impero da Caligola
Tracia e Commagene, territori romani cui Caligola assegnò sovrani clienti

Italia e provincie romane
     Stati indipendenti
     Stati clienti di Roma
     Regno di Mauretania, annesso all'Impero da Caligola
     Tracia e Commagene, territori romani cui Caligola assegnò sovrani clienti

##### Occidente
Il fatto che Caligola appartenesse a una famiglia di importanti comandanti militari che si erano guadagnati gloria e onore con imprese belliche potrebbe aver destato in lui il desiderio di emularne le gesta. Se Druso maggiore, il nonno paterno, e Germanico, il padre, si erano concentrati in Germania, egli, per superare le loro gesta, credette di dover non solo conquistare in modo definitivo i territori compresi tra Danubio e Reno, ma anche varcare l'oceano e sbarcare in Britannia. A tal scopo, per prima cosa creò due nuove legioni, la XV Primigenia e la XXII Primigenia.
Lasciata Roma all'inizio di settembre del 39, condusse il suo esercito lungo il Reno, ammassandovi numerose legioni, insieme ai relativi reparti ausiliari e un ingente quantitativo di vettovagliamenti. A ottobre, dopo aver passato in rassegna le truppe, fece uccidere Gneo Cornelio Lentulo Getulico, che era stato il governatore della Germania superiore per dieci anni, poiché ne invidiava l'ottimo rapporto che aveva con le proprie truppe.
La sua impresa risultò quasi del tutto inutile, se non per il fatto che Adminio, figlio di Cunobelino re dei Britanni, scacciato dal padre, giunse nell'accampamento dell'imperatore e fece atto di sottomissione. Caligola rimase sul Reno senza però portare a termine alcuna operazione militare e rimproverò ai senatori di vivere tra i lussi mentre lui rischiava la vita in battaglia. Decise quindi di muovere le truppe verso l'Oceano, portando con sé numerose macchine da guerra. Ordinò ai suoi uomini di togliersi l'elmo e raccogliere le conchiglie sulla spiaggia, quasi fosse il bottino di una battaglia vinta contro il mare. Fece, infine, costruire in quel luogo una grande torre in memoria delle sue imprese vittoriose ed elargì ricompense ai suoi soldati.
Gli storici moderni hanno avanzato alcune teorie per spiegare questo genere di azioni: il viaggio verso la Manica viene interpretato come un'esercitazione, una missione di esplorazione oppure per accettare la resa del capo britannico Adminio. Le "conchiglie" (in latino conchae) di cui racconta Svetonio potrebbero rappresentare invece una metafora dei genitali femminili, in quanto alle truppe fu probabilmente concesso di frequentare i bordelli della zona; oppure di imbarcazioni britanne, che i soldati potrebbero aver catturato durante la breve spedizione.

##### Oriente

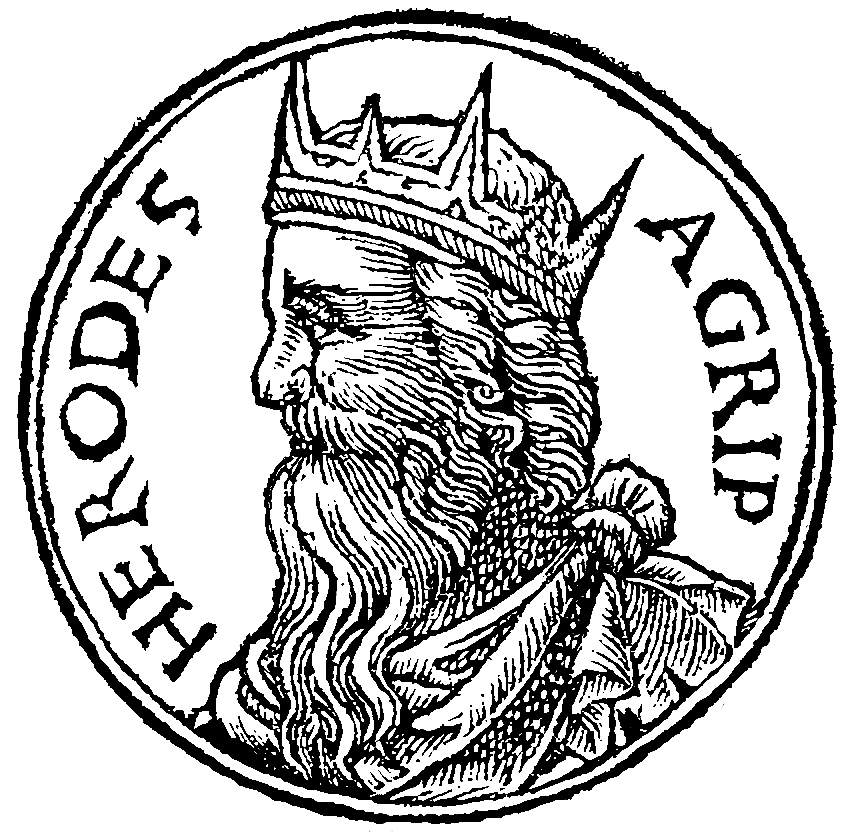
Ritratto di Erode Agrippa I, amico e alleato di Caligola (Promptuarii Iconum Insigniorum, Guillaume Rouillé)

In oriente, Caligola insediò come re clienti i tre giovani principi traci che aveva avuto modo di frequentare in gioventù, a casa della nonna Antonia: a Polemone II il regno del Ponto e del Bosforo (nel 38), a Remetalce III metà dell'antico regno di Tracia e a Cotys IX l'Armenia Minore. L'imperatore non seguì un'identica linea politica con i regni alleati orientali: si basò molto sulla simpatia e sulla fiducia personale che ogni singolo sovrano fu in grado di trasmettergli. Depose ed esiliò Mitridate, re d'Armenia; nominò Antioco re di Commagene, regione ridotta a provincia nel 17, al quale regalò 100 milioni di sesterzi; elesse governatore dei territori di Batanea e Traconitide l'amico di infanzia, Erode Agrippa, donandogli in seguito anche il regno di Giudea dopo aver esiliato lo zio Erode Antipa (nel 39), accusato di volersi impadronire dei territori di Agrippa e di aver ordito una congiura contro l'imperatore, oltre alla Palestina nord-occidentale, che dalla morte di Erode Filippo II (34) era sotto il controllo diretto di Roma.

##### Fronte africano

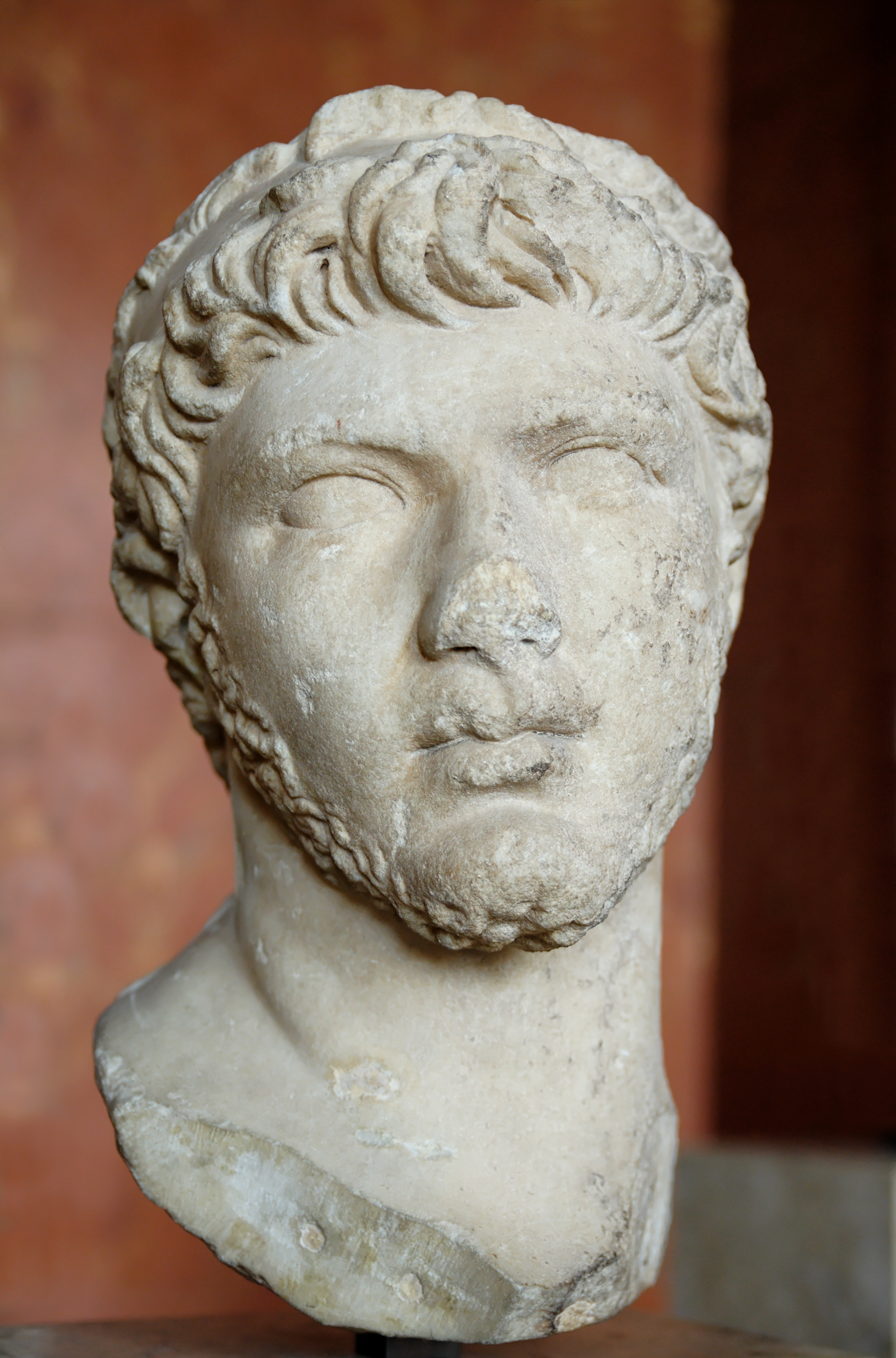
Busto di Tolomeo di Mauretania, cugino di Caligola e da lui fatto uccidere (Museo del Louvre, Parigi)

La Mauretania era ormai da lungo tempo un regno cliente fedele a Roma, governato da Tolomeo di Mauretania, discendente di Antonio e Cleopatra e cugino di secondo grado del principe. Nel 40 Caligola invitò Tolomeo a Roma, e «quando venne a sapere che era ricco», lo mandò a morte. Dopo l'uccisione del re di Mauritania scoppiò una rivolta guidata da un suo liberto, Edemone, che amministrava gli affari reali già dal 37, e che ebbe termine grazie all'intervento militare romano di Marco Licinio Crasso Frugi (41). La Mauretania fu quindi annessa e successivamente divisa in due province, Mauretania Tingitana e Mauretania Cesariensis, separate dal fiume Mulucha (oggi Muluia). Se Plinio sostiene che la divisione fu operata da Caligola, Cassio Dione al contrario afferma che solo in seguito alla rivolta del 42, soffocata nel sangue dalle truppe romane poste sotto il comando di Gaio Svetonio Paolino e Gneo Osidio Geta, fu operata la scissione in due province indipendenti; questa confusione potrebbe essere stata generata dal fatto che fu Caligola a prendere la decisione di dividere la provincia, ma che la sua realizzazione venne rinviata a causa della successiva ribellione. Il primo governatore equestre delle due province fu un certo Marco Fadio Celere Flaviano Massimo (44).
I dettagli della conquista della Mauritania non sono chiari sebbene Cassio Dione vi avesse dedicato un intero capitolo, purtroppo andato perduto. L'annessione operata da Caligola sembra avesse un movente strettamente personale, vale a dire il timore e la gelosia del cugino del princeps, Tolomeo. L'espansione non sarebbe stata quindi determinata, almeno inizialmente, da esigenze economiche o strategico-militari. Tuttavia la ribellione di Tacfarinas aveva mostrato quanto l'Africa proconsolare fosse debole lungo i suoi confini occidentali e di come i re clienti di Mauretania fossero importanti nel fornire la loro protezione alla provincia, ed è quindi possibile che l'annessione operata da Caligola rappresentasse una risposta strategica alle potenziali minacce future.

#### La malattia (ottobre del 37)

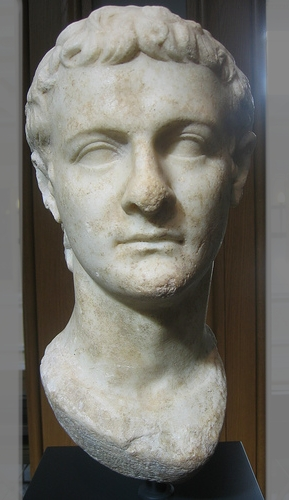
Busto di Caligola (Getty Villa, Pacific Palisades, California)

Fin da giovane Caligola era soggetto a svenimenti improvvisi: 
(Svetonio, Gaio Cesare, 50)
Nell'ottobre del 37 l'imperatore fu colpito da una grave malattia, notizia che turbò profondamente il popolo romano che fece voti per la salvezza del proprio princeps; Svetonio e Cassio Dione riportano il caso di un cavaliere, Atanio Secondo, che promise di combattere nell'arena come gladiatore in caso di sua guarigione: egli mantenne la promessa, combattendo, vincendo lo scontro e salvandosi la vita. Al contrario, un plebeo che fece un'identica promessa, in seguito alla guarigione di Gaio, pretese di sciogliere il voto, ma venne arrestato e morì dopo essere stato gettato dalle mura serviane.
Caligola si riprese dalla malattia, anche se da questo momento in poi vi fu un netto peggioramento della sua condotta morale. Sulla malattia e sulle cause gli storici non concordano, ma tutti considerano questo evento come lo spartiacque tra il suo primo periodo di governo e il successivo, caratterizzato da una condotta folle. Osserva Filone di Alessandria:
(Filone di Alessandria, De Legatione ad Gaium, 22)
Per Filone, Dio si servì di Caligola, trasformandolo dopo la malattia da ottimo principe e fortunato erede di Tiberio in un pazzo carnefice destinato a compiere la vendetta divina contro i giudei e i romani, quella stessa che avrebbe poi punito il suo persecutore, liberando alla fine gli stessi israeliti.
La malattia fu attribuita agli eccessi compiuti all'inizio del principato; in particolare Giovenale e Svetonio indicano come causa della pazzia di Caligola l'aver usato un afrodisiaco (poculum amatorium) a lui offerto dalla moglie Milonia Cesonia. Sono state ipotizzate dagli studiosi moderni, come cause degli sbalzi d'umore, delle allucinazioni, dell'insonnia e delle paranoie di cui soffriva l'imperatore, disturbi mentali veri e propri (schizofrenia, disturbo bipolare o altri), patologie come l'epilessia, l'ipertiroidismo (es. tiroidite di Hashimoto), l'encefalite erpetica, la neurolue e il saturnismo.

#### Declino (38-41)

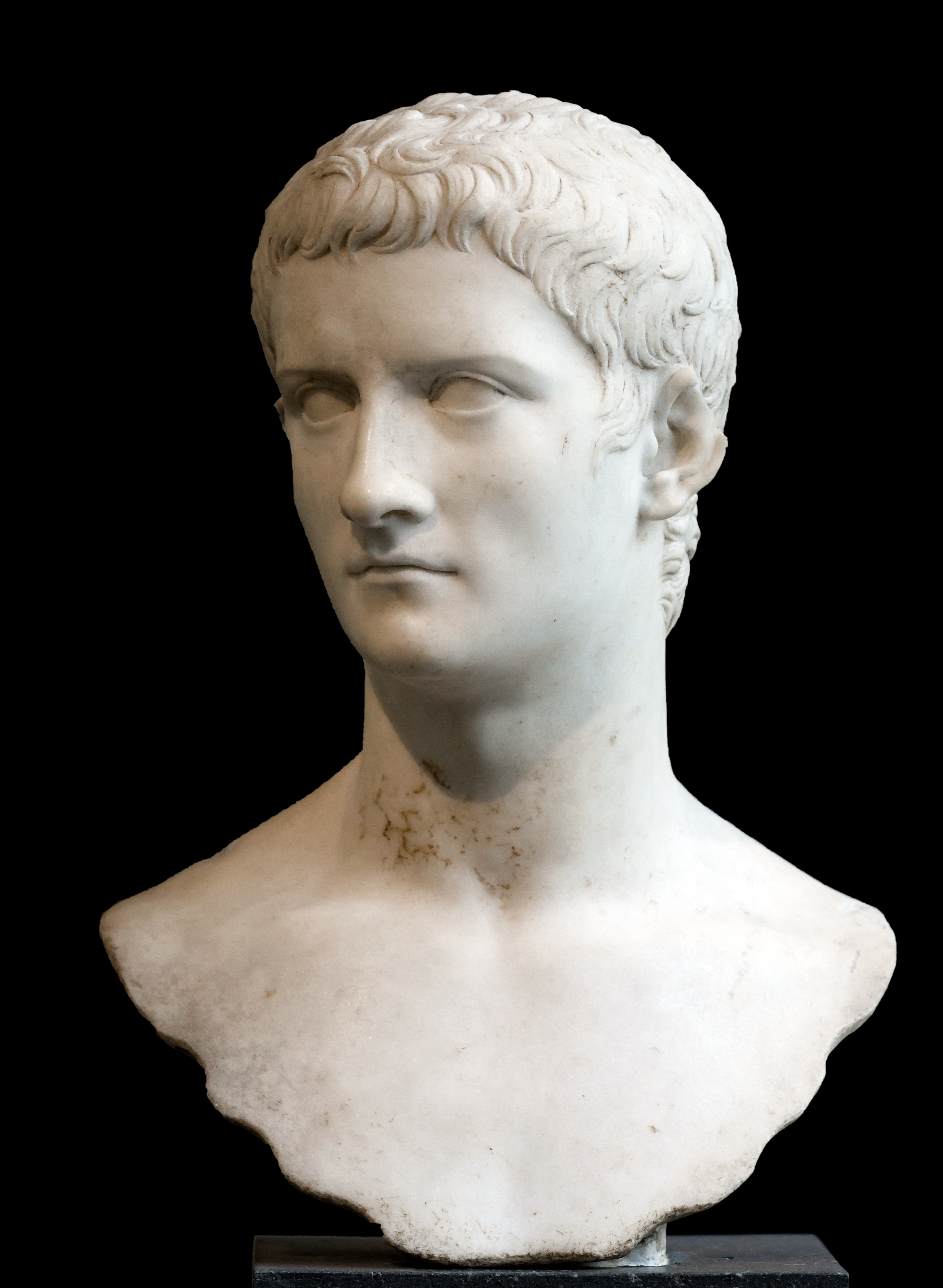
Busto di Caligola (Metropolitan Museum of Art, New York City)

Fu in questo periodo che Gaio comprese quali fossero i rischi a cui andava incontro, poiché la carica di imperatore era ambita da molti. Anche se si ristabilì completamente dalla malattia, il suo modo di governare mutò profondamente. Le fonti antiche lo definirono «pazzo» dotato di una «follia sanguinaria».
Il suo breve principato fu caratterizzato, infatti, da ripetuti massacri degli oppositori, e da atti di governo che miravano a umiliare la classe senatoria e l'intera nobiltà romana. Celeberrimo è l'episodio del suo amato cavallo, Incitatus, che, secondo una tradizione riportata da Svetonio e Cassio Dione, Caligola si riprometteva di nominare console, un proposito estremo di scherno ai senatori al quale, però, non diede seguito nei suoi pochi anni di regno. Il suo comportamento dispotico determinò numerose congiure, tutte sventate tranne l'ultima.
Caligola, subito dopo la malattia, assunse atteggiamenti autocratici e provocatori. Fu accusato, infatti, di giacere con le mogli di importanti esponenti dell'aristocrazia romana e di vantarsene; di uccidere per puro divertimento; di dilapidare deliberatamente il patrimonio statale e di aver ordinato l'erezione di una statua colossale nel Tempio di Gerusalemme, sfidando le usanze religiose dei Giudei. Egli, d'altro canto, si rese popolarissimo con laute elargizioni alla plebe e costosi giochi circensi, ma anche il popolo gli si rivoltò contro quando alzò nuovamente le tasse.
Se gli imperatori prima di lui avevano scelto, almeno nella parte occidentale dell'impero, di mantenere i legami con le tradizioni repubblicane, egli virò sensibilmente verso Oriente: non solo aveva in mente di trasferire la capitale imperiale ad Alessandria d'Egitto (come voleva il suo bisnonno Marco Antonio), ma anche di instaurare una forma di monarchia assoluta, a quel tempo ancora sconosciuta in Italia ma che di fatto fu posta in atto da Domiziano, Commodo e da tutti gli imperatori romani dal III secolo in poi. Adottò, pertanto, una politica volta a diventare un sovrano a cui si rendevano onori divini sul modello delle monarchie orientali, esasperando il noto processo di divinizzazione degli imperatori defunti.
La sua inclinazione filoellenista gli fece, infine, programmare un lungo viaggio ad Alessandria, in Asia minore e Siria.

#### Caligola principe e divinità
Quando alcuni sovrani stranieri andarono a Roma per rendere omaggio all'imperatore e per discutere delle loro nobili origini familiari, Caligola gridò: «Ci sia un solo capo, un solo re» e fu sul punto di restaurare seduta stante la monarchia. Nel 40 Caligola iniziò una politica molto controversa di affiancamento del titolo di principe al ruolo di divinità: iniziò infatti ad apparire in pubblico vestito come dei e semidei del pantheon romano, quali Ercole, Venere e Apollo. Iniziò a riferirsi a sé stesso come dio, facendosi chiamare Giove nelle cerimonie pubbliche.

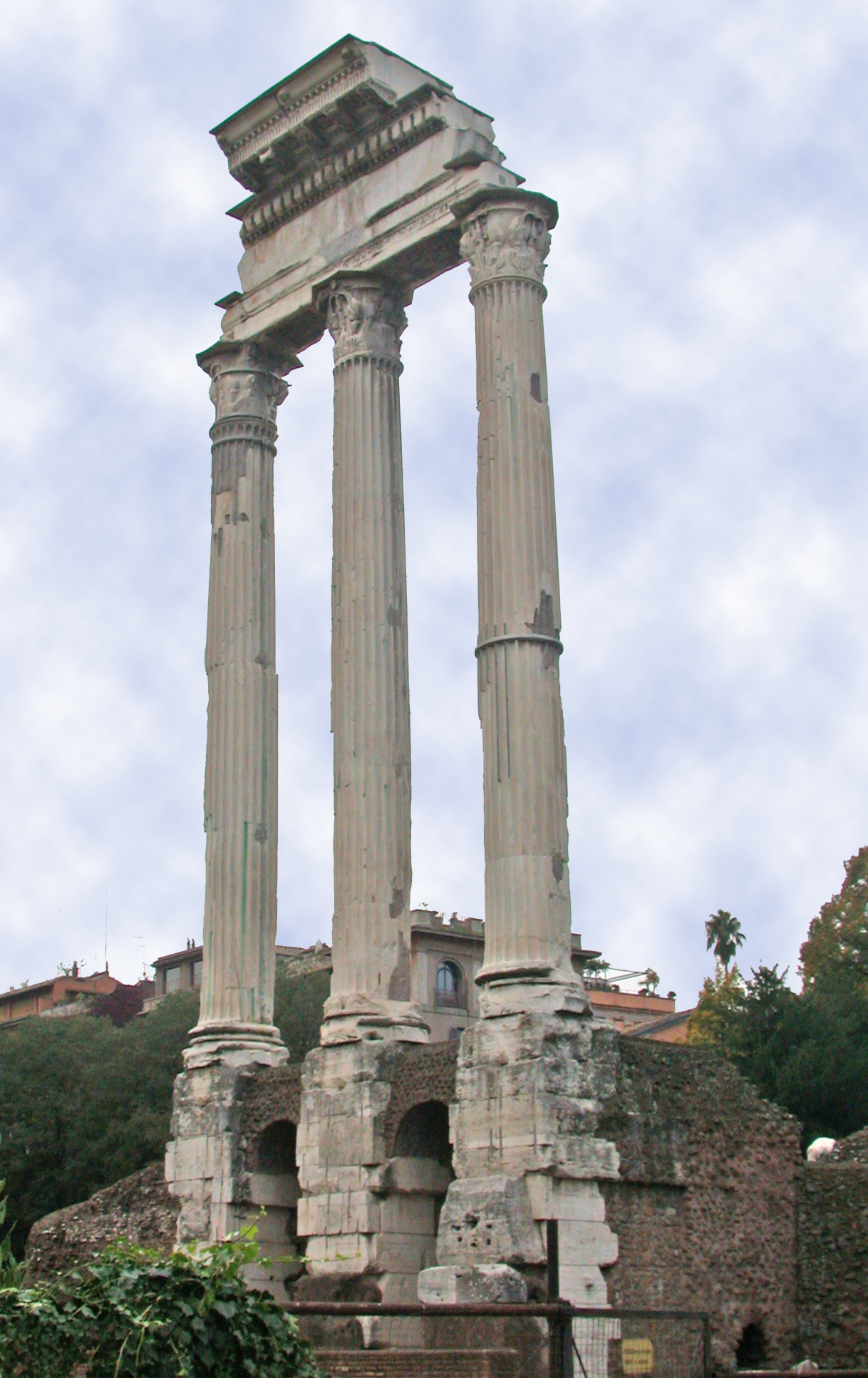
Rovine del tempio di Castore e Polluce, nel Foro Romano

Ossessionato dall'idea di regalità, la vedeva impersonata in Giove, il re di tutti gli dei, del quale Caligola riprese gli epiteti nei cognomina: Optimus Maximus Caesar. Con Giove Capitolino l'imperatore manteneva un rapporto confidenziale, quasi di fratellanza e complicità. Riferisce Svetonio:
(Svetonio, Vite dei Cesari, Gaio Cesare, XXII)
Questo, che può apparire un comportamento bizzarro, in realtà faceva parte delle consuetudini religiose romane, come riferiscono altre fonti antiche a proposito di Scipione l'Africano che abitualmente aveva dialoghi mistici con Giove Capitolino. La frase blasfema di Caligola rivolta a Giove («o tu elimini me o io te»), racconta Cassio Dione, va riferita alla stizza dell'imperatore nei confronti di Giove Tonante, che con i tuoni e i fulmini, dei quali aveva peraltro paura, gli aveva impedito di assistere tranquillamente agli spettacoli dei pantomimi, e per rispondere e contrapporsi al dio
(Cassio Dione, LIX, 28,6)
Fu inaugurato un luogo sacro predisposto all'adorazione dell'imperatore a Mileto, nella provincia d'Asia, e altri due templi furono eretti a Roma. Il tempio di Castore e Polluce fu annesso da Caligola al palazzo imperiale del Palatino e fu dedicato al princeps. Svetonio racconta come il principe arrivò a prolungare una parte del palazzo fino al Foro e trasformò il tempio di Castore e Polluce nel suo vestibolo, sedendosi spesso tra le statue dei due fratelli divini, in modo da offrirsi all'adorazione dei passanti. Inoltre fece rimuovere le teste di svariate statue di divinità e le fece rimpiazzare con la sua. Si diceva che volesse essere adorato come Neos Helios, il "Nuovo Sole"; infatti fu rappresentato come questa divinità sulle monete egiziane.
La politica religiosa di Caligola fu molto diversa da quella degli altri imperatori romani, infatti gli imperatori in vita erano adorati come dèi solo in Oriente, mentre a Roma si adoravano come dei solo dopo la morte. Caligola cominciò a farsi adorare dai cittadini di Roma, compresi i senatori, come un dio vivente.

#### Vita privata

##### Onori alla sua famiglia

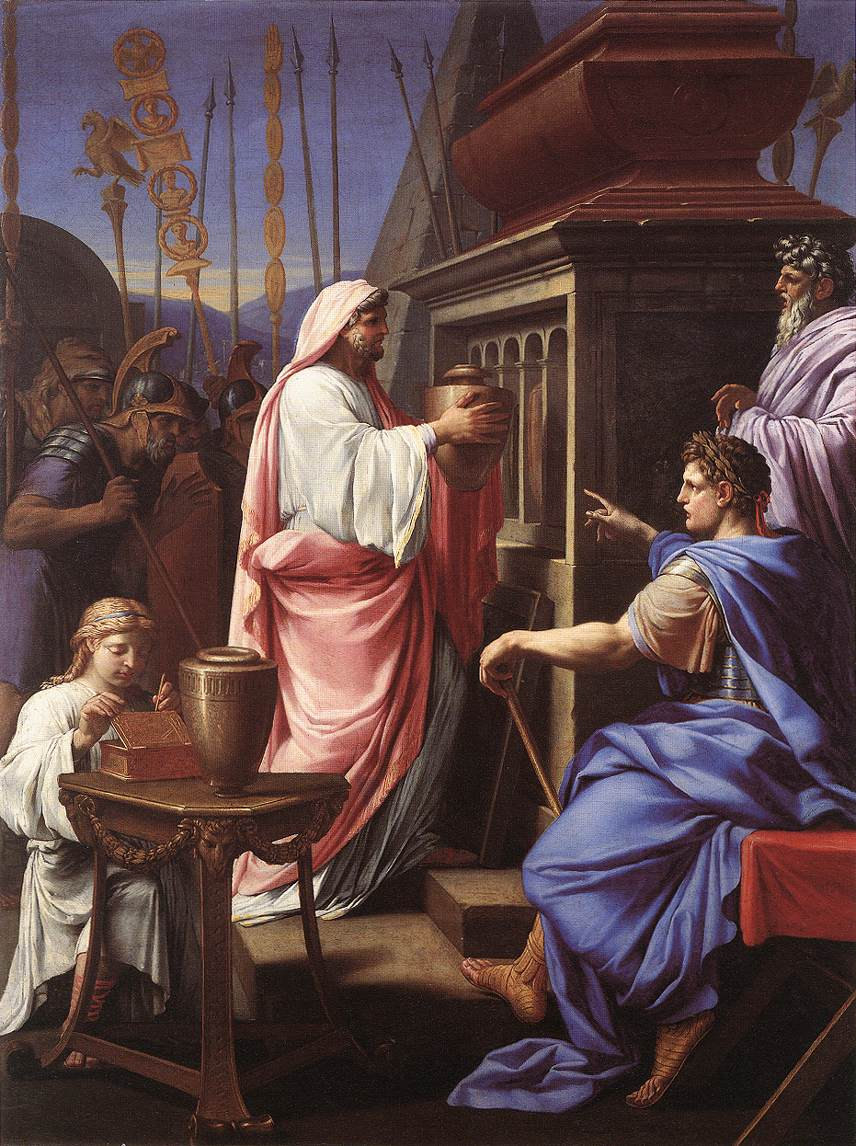
Caligola che deposita le ceneri della madre e del fratello nella tomba degli antenati, Eustache Le Sueur, 1647 (Royal Collection, Castello di Windsor)

In onore della madre Agrippina fece istituire dei nuovi giochi circensi, durante i quali una statua della donna veniva portata in processione al pari degli dèi. In memoria del padre cambiò il nome del mese di settembre in Germanico, proclamò un giorno di sacrifici annuale in onore dei fratelli. e per senatoconsulto fece attribuire a sua nonna Antonia tutti gli onori di cui aveva goduto in passato Livia Augusta. Prese suo zio Claudio come collega durante il suo primo consolato, adottò Tiberio Gemello il giorno che raggiunse l'età adulta e lo nominò Princeps Iuventutis. Fece includere in ogni giuramento una formula che ricordasse le sue sorelle: «Non avrò più cari me stesso ed i miei figli di quanto non siano Gaio Cesare e le sue sorelle», e così pure nelle relazioni tra consoli: «Per la prosperità e la fortuna di Gaio e delle sue sorelle». Fu inoltre stabilito che il giorno in cui aveva assunto il potere fosse chiamato Parilia (21 aprile, data della fondazione di Roma), come se lo Stato fosse nato una seconda volta.

##### Rapporti con i familiari
| Gaio Cesare: sesterzio | Gaio Cesare: sesterzio |
| --- | --- |
| | |
| C CAESAR AVG GERMANICVS PON M TR POT (Gaio Cesare Augusto Germanico, Pontefice Massimo, Potestà Tribunizia), testa laureata verso sinistra | AGRIPPINA, DRVSILLA, IVLIA S C, le tre sorelle di Caligola, Agrippina, Drusilla e Giulia Livilla, rappresentate come le tre dee della Securitas, della Concordia e della Fortuna |
| 27,92 g, 7 h, (zecca di Roma antica); coniato nel 37/38 da Caligola in onore delle tre sorelle                                             | |

Se Caligola all'inizio del regno rese onore ai suoi familiari, con il tempo il rapporto che ebbe con loro andò peggiorando. Svetonio racconta che preferì nascondere di essere nipote di Agrippa, poiché gli erano attribuite umili origini, affermando invece che sua madre fosse nata da un incesto tra Giulia maggiore e Augusto stesso, gettando pertanto discredito sull'immagine del primo imperatore romano. Si fece spesso beffe della sua bisavola Livia Drusilla, definendola un «Ulisse in gonnella» e rimproverandole che suo nonno, Alfidio Lurcone, fosse un semplice decurione di Fundi. L'unico suo antenato di cui avesse rispetto fu Marco Antonio: Cassio Dione ci tramanda che, quando i due consoli in carica festeggiarono la vittoria di Augusto su Antonio, Caligola li rimosse dal loro incarico. Questo apprezzamento nei confronti di Antonio fu dovuto probabilmente ai racconti della nonna Antonia, figlia del triumviro, da cui prese anche la comune passione per l'ellenismo.

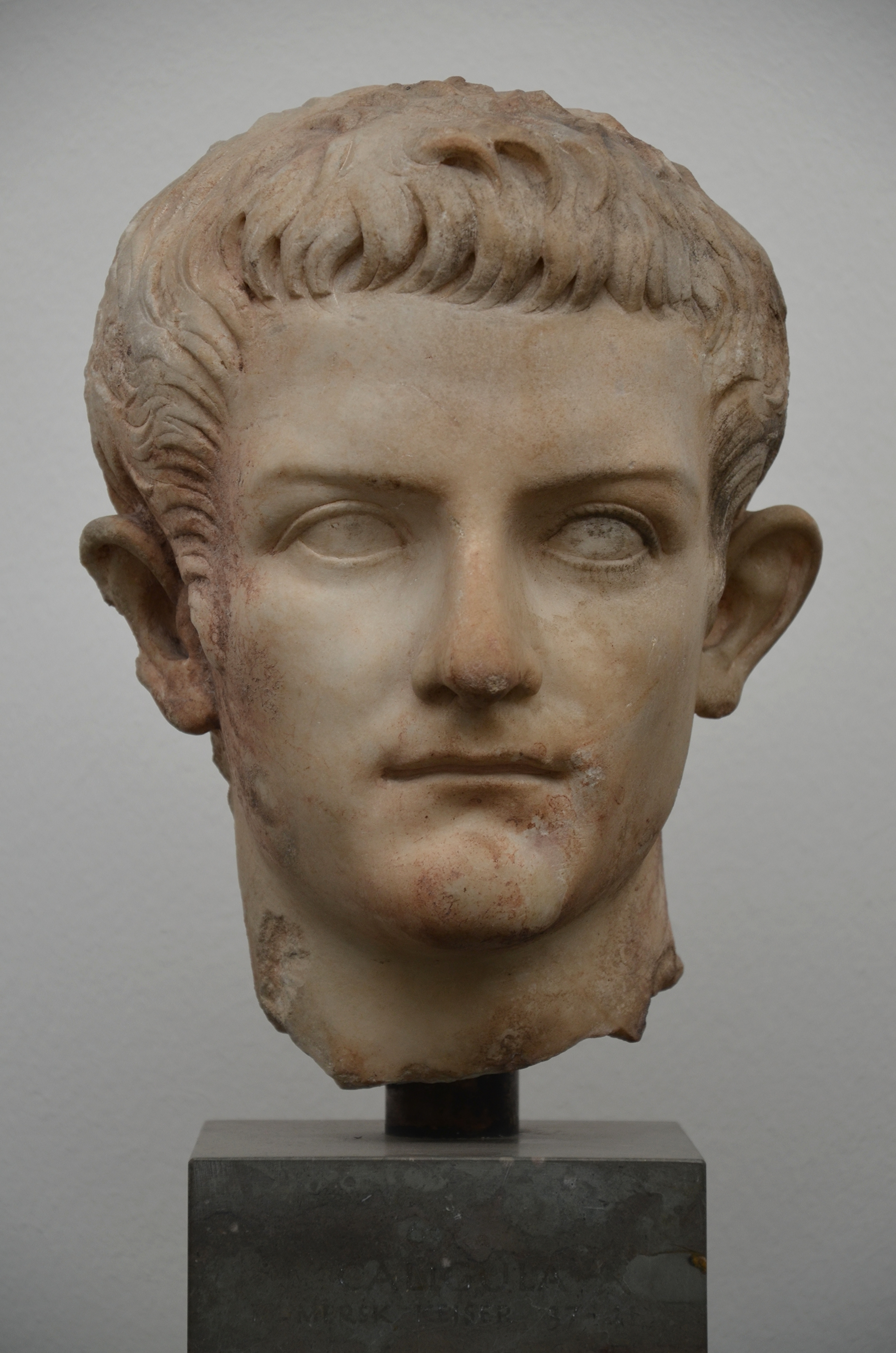
Busto di Caligola, con tracce di policromia (Ny Carlsberg Glyptotek, Copenaghen)

Preferì ricevere la nonna Antonia non in privato ma alla presenza del prefetto del pretorio Macrone; successivamente secondo alcune fonti, la fece uccidere avvelenandola. Svetonio riporta che Antonia morì per una malattia causata dal trattamento ostile da parte di Caligola, anche se aggiunge che vi furono voci che sostennero che fosse fatta avvelenare dal nipote, mentre secondo Dione Cassio Caligola la fece suicidare perché lo rimproverava. Fece uccidere anche il cugino Tiberio Gemello accusandolo falsamente di aver attentato alla sua vita e liberandosi così di questo scomodo rivale. Obbligò anche il suocero Marco Giunio Silano a suicidarsi, accusandolo anch'egli di aver attentato alla sua vita. In quest'ultimo caso sembra che furono "comprate" alcune testimonianze, tra cui quella del senatore Giulio Grecino, il quale però alla fine si rifiutò di confessare il falso e per questo fu messo a morte. Quanto allo zio Claudio, lo tenne in vita solo per farne un suo zimbello e oggetto di spasso.
Con le tre sorelle ebbe un rapporto molto intimo, seppure complicato, in particolar modo con Drusilla. Egli fu infatti geloso di suo marito, Lucio Cassio Longino, costringendoli a divorziare; la trattò come se fosse sua moglie e quando si ammalò la nominò erede al trono imperiale. Intratteneva rapporti incestuosi con tutte e tre e non lo nascondeva pubblicamente.
Quando Drusilla morì, sospese ogni genere di attività e le organizzò dei funerali pubblici, divinizzandola il giorno 23 settembre del 38 con un senatoconsulto. In seguito a questo lutto, il princeps rimase particolarmente addolorato tanto che le sue condizioni di salute peggiorarono. Riguardo invece alle altre due sorelle, non ebbe la stessa complicità che invece tenne con Drusilla. In occasione del processo di Marco Emilio Lepido, al quale aveva precedentemente promesso la successione, le condannò per adulterio e le mandò in esilio sulle Isole Ponziane.

##### Matrimoni
(Svetonio, Gaio Cesare, 25.)

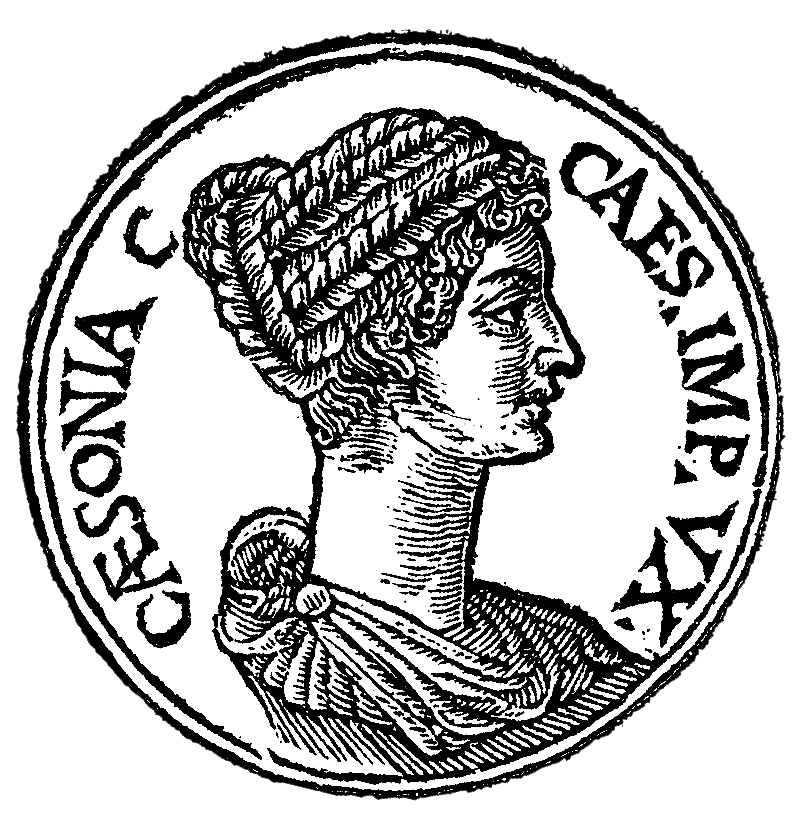
Ritratto di Milonia Cesonia, quarta e ultima moglie di Caligola (Promptuarii Iconum Insigniorum, Guillaume Rouillé)

Dopo la morte della prima moglie, avvenuta intorno al 36, Caligola iniziò una relazione intima con Ennia Trasilla, moglie del fedele prefetto del Pretorio Quinto Nevio Sutorio Macrone. Verso la fine del 37, durante la festa di matrimonio di Gaio Calpurnio Pisone e Livia Orestilla, ordinò al marito di ripudiare la sposa per poterla risposare il giorno stesso. Accadde però che dopo pochi giorni la ripudiò a sua volta, mandandola in esilio due mesi più tardi per non permetterle di risposarsi con Pisone.
L'anno seguente (nel 38), si maritò con Lollia Paolina, moglie del consolare e governatore provinciale Publio Memmio Regolo. Caligola, che aveva sentito dire che sua nonna Aurelia era stata in gioventù una donna bellissima, fece chiamare Paolina dalla provincia, la fece divorziare dal marito e la risposò. Divorziò presto anche da lei dichiarando che fosse sterile e la rimandò indietro, ordinandole però di non avere rapporti carnali con nessun altro.
Sempre nel 38, quando Macrone fu nominato Prefetto d'Egitto, anche Ennia fu costretta a partire insieme al marito e ai figli. Poco prima di salpare per la nuova destinazione, Caligola, evidentemente addolorato per essersi sentito abbandonato dall'amante, ordinò a lei, al marito e ai loro figli di suicidarsi.
Nel 39, infine, iniziò una relazione con Milonia Cesonia, che divenne sua concubina; dopo aver divorziato da Paolina, la sposò poiché era incinta. Milonia Cesonia non era né giovane né bella, ma Caligola provò per lei una vera passione. Dopo un mese di matrimonio nacque una bambina, alla quale venne dato il nome di Giulia Drusilla, in ricordo della sorella scomparsa e divinizzata alla sua morte.

### Morte e successione (41)
| Gaio Cesare: aureo | Gaio Cesare: aureo |
| --- | --- |
| | |
| C CAESAR AUG PONT M TR P III COS (Gaio Cesare Augusto, Pontefice Massimo, Potestà Tribunizia, Console), testa laureata di Caligola verso destra | GERMANICVS CAESAR P CAES AUG GERM (Germanico Cesare Padre di Cesare Augusto Germanico), testa di Germanico padre dell'Imperatore Caligola |
| 7,72 g, (zecca di Roma antica); coniato nel 40 da Caligola in onore del padre                                                                   | |

(Eutropio, Breviarium ab Urbe condita, VII, 12)
Svetonio riporta nella Vita di Gaio che molti eventi avevano preannunciato la morte di Caligola: alcuni fulmini si abbatterono sul Campidoglio di Capua e sul Tempio di Apollo Palatino a Roma il giorno delle idi di marzo, lo stesso dell'assassinio di Cesare e anche l'astrologo Silla gli aveva predetto di essere prossimo alla morte. Le divinità Fortune di Anzio lo avvertirono circa l'esistenza di un certo Cassio pronto ad assassinarlo; egli allora, credendo che si trattasse del proconsole d'Asia Cassio Longino, lo fece richiamare e assassinare (secondo il racconto di Svetonio) o forse solo imprigionare (secondo quanto tramanda Cassio Dione). Caligola dimenticò tuttavia che vi era un altro Cassio, il tribuno della guardia pretoriana Cassio Cherea, che ebbe in effetti parte attiva nel suo omicidio.

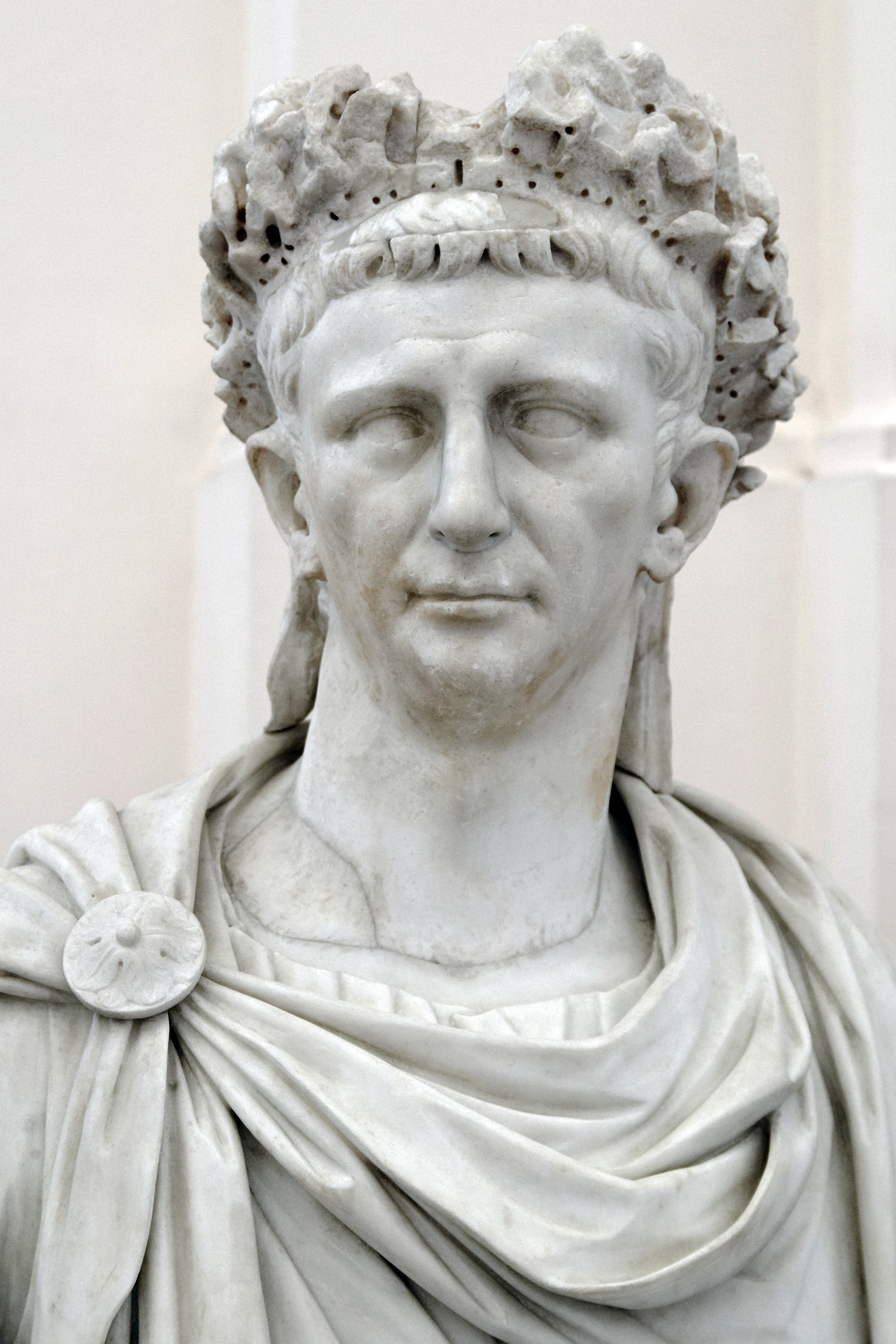
Busto di Claudio, zio e successore di Caligola (Museo archeologico nazionale, Napoli)

L'assassinio dell'imperatore fu organizzato principalmente da tre persone, tra cui il tribuno Cassio Cherea, sebbene molti cavalieri, senatori e militari ne fossero a conoscenza, come pure il potente consigliere imperiale Callisto e il prefetto del pretorio. Cherea, in particolare, aveva ragioni politiche e motivazioni personali per uccidere il suo princeps: si racconta che spesso Caligola lo sbeffeggiasse a causa dei toni acuti della sua voce, sostenendo che fosse effeminato e chiamandolo "checca" (gunnis), facendo gesti osceni alle sue spalle o costringendolo a utilizzare per il suo servizio parole d'ordine come "Priapo", "Amore" o "Venere". Altri importanti cospiratori furono Lucio Annio Viniciano, che si unì alla congiura per vendicare l'amico Lepido, e il senatore Marco Cluvio Rufo.
Il 24 gennaio del 41, durante l'annuale celebrazione dei ludi palatini, un gruppo di pretoriani, guidati dai due tribuni Cherea e Cornelio Sabino, misero in atto il loro piano per assassinare il princeps. L'occasione era favorevole, in quanto i congiurati avrebbero potuto mescolarsi agli spettatori accorsi al teatro mobile tradizionalmente allestito di fronte al palazzo imperiale. Caligola giunse in teatro, si sedette e iniziò ad assistere allo spettacolo. Quando verso l'ora settima, o forse la nona, a seconda delle fonti, egli decise di andarsene e mentre percorreva un criptoportico che congiungeva il teatro al palazzo, si fermò a conversare con un gruppo di attori asiatici che avrebbero dovuto esibirsi a breve. Fu a questo punto che il principe incontrò infine la sorte temuta. Al primo tumulto, accorsero in suo aiuto i portatori della lettiga, armati di bastoni, poi i germani della sua guardia che uccisero alcuni dei suoi assassini e anche qualche senatore estraneo al delitto. Durante lo scontro Caligola fu pugnalato a morte. Qualche ora dopo persero la vita anche sua moglie Milonia Cesonia, pugnalata da un centurione appositamente inviato da Cherea, e la figlia piccola, Giulia Drusilla, che fu scaraventata contro un muro. Secondo Svetonio il principe fu colpito da oltre trenta pugnalate. Il suo cadavere fu portato negli Horti Lamiani, semi-bruciato e frettolosamente ricoperto di terra; quando le sorelle tornarono dall'esilio, disseppellirono il corpo del fratello e posero le sue ceneri nel Mausoleo di Augusto.
Al momento della diffusione della notizia che Caligola era morto nessuno osò festeggiare, poiché i più credevano che l'imperatore avesse messo in giro la voce per capire di chi potesse fidarsi. Quando questa comunicazione fu però confermata, non avendo i congiurati nominato alcun altro imperatore, il Senato si riunì e dichiarò di voler ripristinare la Repubblica, cancellando di fatto il governo dei precedenti principes a partire da Augusto. Cherea provò a convincere l'esercito ad appoggiare i padri coscritti, ma senza successo. Alla fine i senatori si resero conto di dover nominare un nuovo successore, che Lucio Annio Viniciano, importante senatore e cospiratore, indicò in Marco Vinicio, suo parente e marito di Giulia Livilla.

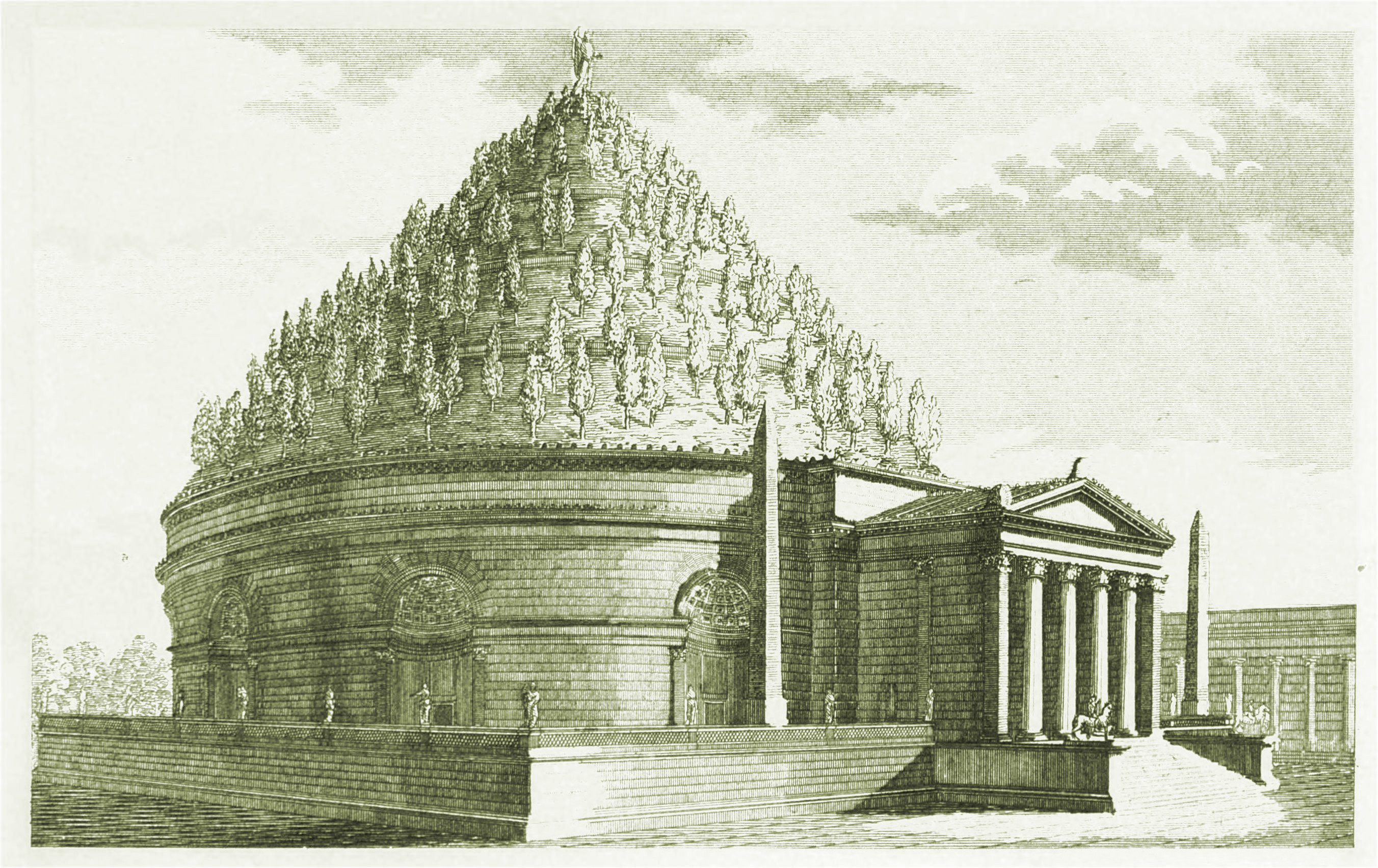
Simulazione grafica dell'architettura originaria dell'Augusteo, luogo in cui fu tumulata la maggior parte dei membri della dinastia giulio-claudia, tra cui Caligola, la madre e i fratelli (Luigi Canina, Gli edifici di Roma antica e sua campagna)

Alla morte di Caligola, i membri della famiglia imperiale rimasti ancora in vita erano pochi. Tra questi vi era il cinquantenne Claudio che, appena saputo della morte del nipote Gaio, corse a nascondersi nelle sue stanze; rintracciato da un pretoriano mentre era nascosto dietro una tenda, fu condotto nel loro accampamento per essere acclamato imperatore mentre il Senato era occupato tra Foro e Campidoglio. Claudio venne invitato a presentarsi davanti al popolo, ma prima decise di comprarsi la fedeltà della guardia pretoriana promettendo la somma di quindicimila sesterzi per ciascun pretoriano.
Fu così che Claudio venne elevato alla porpora imperiale e divenne il quarto imperatore di Roma. Il nuovo princeps pose, quindi, il proprio veto a quanto il Senato aveva appena deliberato: condannare Caligola alla damnatio memoriae. Poi, su invito del popolo romano, fece imprigionare e condannare a morte tutti i congiurati, compreso Cassio Cherea.

### Luogo di sepoltura
Come detto, secondo il racconto di Svetonio, Caligola fu sepolto dapprima velocemente negli Horti Lamiani e poi in maniera definitiva nel Mausoleo di Augusto, dove venne inumata la maggior parte dei membri della dinastia giulio-claudia. In tale caso, nel 410, durante il sacco di Roma da parte dei Visigoti di Alarico I, l'urna funeraria contenente le sue ceneri fu prelevata dalla struttura e il suo contenuto venne disperso, così come avvenne in tale occasione per tutte le urne della dinastia. Tuttavia, secondo la storiografia moderna, è poco probabile che le ceneri di Caligola fossero state spostate dagli Horti Lamiani e ammesse all'interno del Mausoleo, anche vista la politica di damnatio memoriae nei suoi confronti promossa da Claudio; nonostante ciò, è impossibile escludere questa ipotesi vista la scarsità di fonti e ritrovamenti in merito alla questione.
Un'ulteriore ipotesi, ritenuta poco probabile dalla comunità accademica, vorrebbe che Caligola fosse stato sepolto a Nemi, località in cui l'imperatore risiedette. Il 17 gennaio 2011, infatti, la polizia di Nemi annunciò di aver scoperto un possibile luogo di sepoltura dell'imperatore Caligola, dopo aver arrestato un ladro che cercava di portare via una statua attribuita proprio a questo imperatore. La notizia, riportata principalmente dalla stampa britannica, fu però accolta con grande scetticismo dalla storica dell'Università di Cambridge Mary Beard che ritenne tale ipotesi infondata. Secondo il National Geographic il fatto non proverebbe che Nemi fosse il luogo di sepoltura di Caligola poiché l'oggetto del furto, la grande statua a pezzi, raffigurante Caligola seduto sul trono, potrebbe essere stata situata un tempo nella stiva delle navi di Nemi affondate nell'omonimo lago.

## Ascendenza
|                                 |                        |                       | Genitori                            |  |  | Nonni |  |  | Bisnonni                       |  |  | Trisnonni            |  |
|                                 |                        |                       |                                     |  |  |       |  |  | Pretore Tiberio Claudio Nerone |  |  | Druso Claudio Nerone |  |
|                                 |                        |                       |                                     |  |  |       |  |  | Pretore Tiberio Claudio Nerone |  |  | Druso Claudio Nerone |  |
|                                 |                        | Claudia               |                                     |  |  |       |  |  | Pretore Tiberio Claudio Nerone |  |  |                      |  |
| Console Druso maggiore          |                        |                       |                                     |  |  |       |  |  | Pretore Tiberio Claudio Nerone |  |  |                      |  |
|                                 |                        | Livia Drusilla        | Pretore Marco Livio Druso Claudiano |  |  |       |  |  |                                |  |  |                      |  |
|                                 |                        | Livia Drusilla        | Pretore Marco Livio Druso Claudiano |  |  |       |  |  |                                |  |  |                      |  |
|                                 |                        | Livia Drusilla        | Alfidia                             |  |  |       |  |  |                                |  |  |                      |  |
| Console Germanico Giulio Cesare |                        | Livia Drusilla        |                                     |  |  |       |  |  |                                |  |  |                      |  |
|                                 |                        | Console Marco Antonio | Pretore Marco Antonio Cretico       |  |  |       |  |  |                                |  |  |                      |  |
|                                 |                        | Console Marco Antonio | Pretore Marco Antonio Cretico       |  |  |       |  |  |                                |  |  |                      |  |
|                                 |                        | Console Marco Antonio | Giulia Antonia                      |  |  |       |  |  |                                |  |  |                      |  |
| Antonia minore                  |                        | Console Marco Antonio |                                     |  |  |       |  |  |                                |  |  |                      |  |
|                                 |                        | Ottavia minore        | Pretore Gaio Ottavio                |  |  |       |  |  |                                |  |  |                      |  |
|                                 |                        | Ottavia minore        | Pretore Gaio Ottavio                |  |  |       |  |  |                                |  |  |                      |  |
|                                 |                        | Ottavia minore        | Azia maggiore                       |  |  |       |  |  |                                |  |  |                      |  |
| Imperatore Caligola             |                        | Ottavia minore        |                                     |  |  |       |  |  |                                |  |  |                      |  |
|                                 | Lucio Vipsanio Agrippa | …                     |                                     |  |  |       |  |  |                                |  |  |                      |  |
|                                 | Lucio Vipsanio Agrippa | …                     |                                     |  |  |       |  |  |                                |  |  |                      |  |
|                                 | Lucio Vipsanio Agrippa | …                     |                                     |  |  |       |  |  |                                |  |  |                      |  |
| Console Marco Vipsanio Agrippa  | Lucio Vipsanio Agrippa |                       |                                     |  |  |       |  |  |                                |  |  |                      |  |
|                                 |                        | …                     | …                                   |  |  |       |  |  |                                |  |  |                      |  |
|                                 |                        | …                     | …                                   |  |  |       |  |  |                                |  |  |                      |  |
|                                 |                        | …                     | …                                   |  |  |       |  |  |                                |  |  |                      |  |
| Agrippina maggiore              |                        | …                     |                                     |  |  |       |  |  |                                |  |  |                      |  |
|                                 |                        | Imperatore Augusto    | Pretore Gaio Ottavio                |  |  |       |  |  |                                |  |  |                      |  |
|                                 |                        | Imperatore Augusto    | Pretore Gaio Ottavio                |  |  |       |  |  |                                |  |  |                      |  |
|                                 |                        | Imperatore Augusto    | Azia maggiore                       |  |  |       |  |  |                                |  |  |                      |  |
| Giulia maggiore                 |                        | Imperatore Augusto    |                                     |  |  |       |  |  |                                |  |  |                      |  |
|                                 |                        | Scribonia             | Pretore Lucio Scribonio Libone      |  |  |       |  |  |                                |  |  |                      |  |
|                                 |                        | Scribonia             | Pretore Lucio Scribonio Libone      |  |  |       |  |  |                                |  |  |                      |  |
|                                 |                        | Scribonia             | Sentia                              |  |  |       |  |  |                                |  |  |                      |  |
|                                 |                        | Scribonia             |                                     |  |  |       |  |  |                                |  |  |                      |  |

### Esplicative
1. ↑  Busto corazzato di Caligola, marmo, 51 cm, ritrovato a Roma. L'imperatore è rappresentato con la corona civica, tipica corona di fronde di quercia, mancante di alcune porzioni a causa di un danneggiamento dell'opera avvenuto dopo il 1938, quando la scultura era ancora intatta.[1]
2. ↑  Caligula, cioè "piccola caliga" (Quidde 1894, pag. 13) per il tipo di calzari preferiti da adolescente (Aurelio Vittore, De Caesaribus, III, 5).
3. ↑  Nella biografia di Svetonio, solo quattordici capitoli sono dedicati a Caligola "principe", trentanove a Caligola "mostro"; Smith 2003, pag. 319.
4. ↑  Secondo alcuni storici Caligola non avrebbe avuto una sorella, ma un fratello maggiore nato nel 9, ma morto anche lui in tenera età (Nony 1988, I, 20; Powell 2015, XXXIV; Sampoli 2003, XI, 171).
5. ↑  Tacito, Annales, III, 15; Svetonio, (Gaio Cesare, II) racconta che, a causa della sospetta implicazione nella morte di Germanico, Pisone fu quasi linciato dalla folla e condannato a morte dal senato; Barrett 2002, pag. 33.
6. ↑  V. Massaro, I. Montgomery, "Gaius - Mad, Bad, Ill or All Three?" ipotizzano il disturbo bipolare, altri si riferiscono a disturbi della personalità (borderline, antisociale, ecc.)
7. ↑  Malattia già attribuita a Giulio Cesare e da alcuni a tre fratelli di Caligola morti molto piccoli, oltre che a Claudio e Britannico, zio e cugino di Gaio (in particolare si veda Svetonio, Gaio Cesare, V per l'attribuzione di crisi epilettiche al giovanissimo Caligola)
8. ↑  La neurolue (o neurosifilide) è una malattia venerea, la cui presenza nell'antichità sul continente europeo è dibattuta; a favore dell'ipotesi si vedano: Henneberg M, Henneberg RJ (2002). "Reconstructing Medical Knowledge in Ancient Pompeii from the Hard Evidence of Bones and Teeth". In J Renn, G Castagnetti (eds.). Homo Faber: Studies on Nature. Technology and Science at the Time of Pompeii. Rome: "L'Erma" di Bretschneider. pp. 169–87. e Henneberg M, Henneberg RJ (1994). "Treponematosis in an Ancient Greek colony of Metaponto, Southern Italy 580–250 BCE". In O Dutour, G Palfi, J Berato, J-P Brun (eds.). The Origin of Syphilis in Europe, Before or After 1493?. Toulon-Paris: Centre Archeologique du Var, Editions Errance. pp. 92–98.
9. ↑  Il saturnismo è l'intossicazione provocata dal diacetato di piombo, componente dello "zucchero di Saturno", usato come dolcificante per il vino e prodotto facendo bollire e concentrare il mosto in pentoloni di piombo. Vittima dello stesso avvelenamento fu probabilmente Tiberio durante la vecchiaia. (In Castellino, Sannolo 1994, pag. 5; Robert S. Katz, "The Illness of Caligula" CW 65(1972),223-25, ma smentito da M. Gwyn Morgan, "Caligula's Illness Again", CW 66(1973), 327–29.) In "Gaius Caligula's mental illness", B. Sidwell afferma l'impossibilità di stabilire una reale malattia di Caligola.
10. ↑  Lenel 1889, (vol. I, coll. 109-126) che racconta che Cassio Longino, secondo, alcune fonti morì al tempo dell'imperatore Vespasiano.
11. ↑  Le tre principali fonti (Giuseppe, Svetonio, Dione) riferiscono concordemente che l'evento ebbe luogo durante i ludi palatini. Dal calendario del quarto secolo di Filocalo risulta che i ludi palatini avevano inizio il 17 gennaio e duravano 6 giorni, quindi Caligola doveva aver prolungato le festività se questi erano ancora in corso il 24 gennaio, giorno del suo assassinio, come riportato da Svetonio.

### Riferimenti
1. ↑   Busto-ritratto dell'imperatore Caligola; opera conservata nel Museo Ny Carlberg Glyptotek di Copenhagen. Fu esposta alla Mostra Augustea della Romanità tenutasi nel Palazzo delle Esposizioni di Roma nel 1937-1938 - ALINARI, su www.alinari.it. URL consultato il 9 febbraio 2025.
2. ↑  CIL II, 6233.
3. 1 2 3 4 5 6  Scarre 1995, pag. 36.
4. ↑  Svetonio, Gaio Cesare, XV; AE 1987, 163.
5. ↑  CIL VI, 2033; AE 1952, 112.
6. ↑  CIL X, 6638.
7. ↑  /ˈɡaj.jʊs ˈkɐɛ̯.sar ɐʊ̯ˈɡuːs.tʊs ɡεrˈma.nɪ.kʊs/ (pronuncia restituta), /ˈɡa.jus ˈt͡ʃɛ.zar awˈɡus.tus d͡ʒerˈma.ni.kus/ (pronuncia ecclesiastica).
8. ↑  Testo per esteso dell'epigrafe: Gaius Caesar Augustus Germanicus, Pontifex Maximus, Tribunicia Potestas (AE 1952, 112).
9. ↑  Svetonio, Gaio Cesare, VIII; Nony 1988, I, 17.
10. 1 2 3 4 5 6 7  Svetonio, Gaio Cesare, VIII.
11. 1 2  Svetonio, Gaio Cesare, LVIII.
12. ↑  Tacito, Dialogus de oratoribus, XVII.
13. ↑   Caligola, il cesare al quale tutto era permesso, su storicang.it. URL consultato il 19 settembre 2023.
14. ↑  Svetonio, Gaio Cesare, XXXVII; Cassio Dione, LIX, 10.
15. 1 2  Cassio Dione, LIX, 2.
16. ↑  Adams 2007, pag. 156.
17. 1 2  Nony 1988, VI, 218.
18. 1 2 3 4 5  Cassio Dione, LIX, 9.
19. 1 2 3 4  Svetonio, Gaio Cesare, XXI.
20. ↑  Nony 1988, VI, 219.
21. ↑  Aurelio Vittore, Epitome, III, 10.
22. ↑  Tacito, Annales, I, 1.
23. ↑  Accio, Atreus, in Tragicorum Romanorum fragmenta a cura di O.Ribbek, Lipsia 1897, p.203; Seneca il giovane, De clementia, I, 12, 4; Il, 2, 2; Seneca il giovane, De ira, I, 20, 4; Svetonio, Gaio Cesare, XXX, 1: «Egli spesso ripeteva il verso del poeta tragico: "Che odino, purché temano"».
24. ↑  Svetonio, Gaio Cesare, IX.
25. ↑  Seneca il giovane, De constantia sapientis, XVIII.
26. ↑  Svetonio, Gaio Cesare, IV.
27. ↑  Svetonio, Gaio Cesare, VII.
28. ↑  Svetonio, Gaio Cesare, I.
29. ↑  Svetonio, Augusto, 65, 1; Tiberio, 15, 2; Velleio Patercolo, II, 102,3-103,2; Syme 1989, p. 146.
30. ↑  Svetonio, Giulio Cesare, VI.
31. ↑  Appiano, Le guerre civili, II, 68; Cassio Dione, XLI, 34 e LXII, 18.
32. 1 2  Svetonio, Tiberio, LXXVI.
33. ↑  Tacito, Annales, V, 3; Svetonio, Gaio Cesare, XV; Tacito, Annales, VI, 23.
34. 1 2  Cassio Dione, LIX, 10.
35. ↑  Aurelio Vittore, Epitome, III, 4; Cassio Dione, LIX, 22; Sampoli 2003, XII, 193.
36. ↑  Svetonio, Gaio Cesare, VII-VIII; Burns 2006, pag. 42; Powell 2013, Chronology, IV-VI.
37. ↑  Grant 2012, I, 3, 1.
38. 1 2  Nony 1988, I, 22.
39. ↑  Nony 1988, III, 42; Barrett 2002, pag. XX.
40. 1 2 3 4  Svetonio, Gaio Cesare, X.
41. ↑  Spinosa 1991, pp. 100-101.
42. ↑  Spinosa 1991, pag. 104.
43. ↑  Tacito, Annales, II, 43.2-6.
44. ↑  Tacito, Annales, II, 72.
45. ↑  Tacito, Annales, III, 10; 12; Scullard 1992, pag. 327.
46. ↑  Tacito, Annales, III, 11.
47. ↑  Tacito, Annales, II, 72, 73.
48. 1 2  Tacito, Annales, IV, 54.
49. ↑  Svetonio, Gaio Cesare, VII; Barrett 2002, pag. 55.
50. ↑  Svetonio, Gaio Cesare, X; Spinosa 1991, III, 164.
51. ↑  Nony 1988, IX, 244.
52. ↑  Nony 1988, IX, 244; Winterling 2011, 42.
53. 1 2  Dunstan 2010, pag. 285.
54. 1 2  Svetonio, Gaio Cesare, XXIV.
55. 1 2  Svetonio, Gaio Cesare, XII.
56. ↑  Sampoli 2003, XII, 190.
57. ↑  Svetonio, Gaio Cesare, X; Tacito, Annales, VI, 20.
58. 1 2  Svetonio, Gaio Cesare, XI.
59. ↑  Garzetti 1974, pag. 73.
60. ↑  Barrett 1998, pag. 32; Ferrill 1996, pag. 86; Syme 1989, pag. 195.
61. 1 2  Spinosa 1991, pag. 213.
62. ↑  Svetonio, Gaio Cesare, XII; Grant 2012, I, 3, 1.
63. ↑  Svetonio, Tiberio, LXII; Spinosa 1991, pag. 214.
64. 1 2  Scarre 1995, pag. 35.
65. ↑  Ferrill 1996, pag. 106; Nony 1988, XIX, 172.
66. ↑  Filone, De Legatione ad Gaium, IX, 65.
67. ↑  Spinosa 1991, pag. 214.
68. ↑  Filone, De Legatione ad Gaium, IX, 65; Svetonio, Gaio Cesare, XII; Tacito, Annales, VI, 45; Nony 1988, XIX, 175; Sampoli 2003, XII, 192.
69. ↑  Tacito, Annales, VI, 50; Spinosa 1991, III, 216.
70. ↑  Tacito, Annales, VI, 50; Sampoli 2003, XII, 192; Spinosa 1991, III, 217.
71. ↑  Svetonio, Tiberio, LXXIII.
72. ↑  Filone, De Legatione ad Gaium, IV, 25; Flavio Giuseppe, Antichità giudaiche, XIII, 6.9.
73. ↑  RIC, Gaio Caligola, I, 57.
74. ↑  Tacito, Annales, VI, 50.
75. ↑  Syme 1989, pag. 312.
76. ↑  Svetonio, Gaio Cesare, XV; Sampoli 2003, XII, 192.
77. 1 2 3 4 5 6  Svetonio, Gaio Cesare, XV.
78. ↑  Cassio Dione, LIX, 3.5; Svetonio, Gaio Cesare, XV.
79. ↑  Svetonio, Gaio Cesare, XIII.
80. ↑  Cassio Dione, LIX, 1; Svetonio, Gaio Cesare, XIV; Spinosa 1991, III, 221.
81. 1 2 3  Svetonio, Gaio Cesare, XIV.
82. ↑  Aurelio Vittore, De Caesaribus, III, 7.
83. ↑  Filone, De Legatione ad Gaium, II, 13.
84. 1 2 3 4  Svetonio, Gaio Cesare, XVI.
85. ↑  Cassio Dione, LIX, 6; Cassio Dione, LIX, 7; Svetonio, Gaio Cesare, XVII.
86. ↑  Cassio Dione, LIX, 7; Svetonio, Gaio Cesare, XVIII.
87. ↑  Aurelio Vittore, Epitome, III, 9; Svetonio, Gaio Cesare, XIX.
88. 1 2  Seneca il giovane, De brevitate vitae, XVIII, 5.
89. ↑  Svetonio, Gaio Cesare, XX.
90. ↑  Plinio il Vecchio, Naturalis Historia, XXXVI, 122; Svetonio, Claudio, XX.
91. ↑  Plinio il Vecchio, Naturalis Historia, IV, 4; Svetonio, Gaio Cesare, XXI.
92. ↑  Plinio il Vecchio, Naturalis Historia, XVI, 76; Filipponi 2009, pag. 13.
93. ↑  Flavio Giuseppe, Antichità giudaiche, XIX, 2.5; Filipponi 2009, pag. 125.
94. ↑  Downey 2015, pag. 89.
95. ↑  Filone, Flaccus, V, 26-28.
96. ↑  Filone, Flaccus, III, 8; Filone, Flaccus, IV, 21.
97. ↑  Filone, Flaccus, V, 29.
98. ↑  Filone, Flaccus, VI, 43.
99. ↑  Filone, Flaccus, VII, 45; Barrett 2002, pag. 67; Winterling 2011, 157.
100. ↑  Filone, Flaccus, XXI, 185.
101. ↑  Flavio Giuseppe, Antichità giudaiche, XVIII, 8.1.
102. ↑  Filone, De Legatione ad Gaium, XXX, 201; Flavio Giuseppe, Antichità giudaiche, XVIII, 8.1.
103. 1 2  Filone, De Legatione ad Gaium, XXX, 203.
104. ↑  Filone, De Legatione ad Gaium, XVI, 115.
105. ↑  Filone, De Legatione ad Gaium, XXXI, 213.
106. ↑  Flavio Giuseppe, Antichità giudaiche, XVIII, 8.1; Winterling 2011, 144.
107. ↑  RIC, Gaio Caligola, I, 18; Lyon 172; RSC, 2.
108. ↑  Cassio Dione, LIX, 10; Svetonio, Gaio Cesare, XXXVII.
109. 1 2 3 4 5  Svetonio, Gaio Cesare, XXXVII.
110. ↑  Svetonio, Gaio Cesare, XXXVIII.
111. ↑  Cassio Dione, LIX, 14; Svetonio, Gaio Cesare, XXXVIII.
112. ↑  Svetonio, Gaio Cesare, XL-XLI.
113. ↑  Svetonio, Gaio Cesare, XLI.
114. ↑  Keppie 1998, pag. 213.
115. ↑  Barrett 2002, pag. 69.
116. ↑  Svetonio, Gaio Cesare, XLIII.
117. ↑  Cassio Dione, LIX, 22.5; Barrett 2002, pag. 70.
118. ↑  Tacito, De vita et moribus Iulii Agricolae, XIII; Grant 2012, I, 3, 2; Sampoli 2003, XII, 193.
119. ↑  Svetonio, Gaio Cesare, XLIV; Nony 1988, XVI, 296.
120. 1 2 3  Svetonio, Gaio Cesare, XLV.
121. ↑  Svetonio, Gaio Cesare, XLVI.
122. ↑  Aurelio Vittore, De Caesaribus, III, 11.
123. ↑  Bicknell 1968, pag. 469-505.
124. ↑  Davies 1966, pag. 124–128; Ghini 2013, pag. 158; Malloch 2001, pag. 551-556.
125. ↑  Wardle 1994, pag. 313; Woods 2000, pag. 80–87.
126. ↑  Cassio Dione, LIX, 12.
127. ↑  Cassio Dione, LIX, 8; Svetonio, Gaio Cesare, XVI.
128. ↑  Filone, Flaccus, V, 25; Flavio Giuseppe, Antichità giudaiche, XVIII, 6.10; Adams 2007, pag. 259.
129. ↑  Cassio Dione, LIX, 8; Flavio Giuseppe, Antichità giudaiche, XVIII, 7.2.
130. ↑  Adams 2007, pag. 255.
131. ↑  Cassio Dione, LIX, 25; Svetonio, Gaio Cesare, XXXV; Nony 1988, XII, 300.
132. ↑  Nony 1988, XII, 301.
133. ↑  Plinio il Vecchio, Naturalis Historia, V, 2.
134. ↑  Cassio Dione, LX, 8.
135. 1 2 3  Barrett 1998, pag. 118.
136. ↑  Cassio Dione, LIX, 25.
137. ↑  Sigman 1977, pag. 415–439.
138. ↑  Barrett 2002, pag. 63.
139. ↑  Cassio Dione, LIX, 8; Svetonio, Gaio Cesare, XIV.
140. ↑  Cassio Dione, LIX, 8.
141. 1 2 3  Svetonio, Gaio Cesare, XXII.
142. ↑  Filone, De Legatione ad Gaium, 14, 22, 42, 59, 63, 66-73.
143. ↑  Filone, De Legatione ad Gaium, II, 14.
144. ↑  Giovenale, Satire, VI, 615-617; Svetonio, Gaio Cesare, L.
145. 1 2  Ferreira Camargo, Ghizoni Teive 2018.
146. ↑  Filone, De Legatione ad Gaium, IV, 22; Flavio Giuseppe, Antichità giudaiche, XVIII, 7.2.
147. ↑  Aurelio Vittore, De Caesaribus, III, 9; Montanelli 2011, Tiberio e Caligola, 256-257; Nony 1988, VI, 218.
148. ↑  Cassio Dione, LIX, 8; Filone, De Legatione ad Gaium, IV, 28-29; Flavio Giuseppe, Antichità giudaiche, XIX, 1.1; Nony 1988, VI, 218.
149. ↑  Cassio Dione, LIX, 28.6; Svetonio, Gaio Cesare, LV; Winterling 2011, pp. 103-104.
150. ↑  Flavio Giuseppe, Antichità giudaiche, XIX, 1.2.
151. ↑  Filone, De Legatione ad Gaium, XXIX; Seneca il giovane, De brevitate vitae, XVIII, 5; Seneca il giovane, De ira, XVIII, 1.
152. ↑  Seneca il giovane, De constantia sapientis, XVIII, 1.
153. ↑  Seneca il giovane, De ira, XVIII, 1.
154. ↑  Montanelli 2011, Tiberio e Caligola, 256.
155. ↑  Nony 1988, XVIII, 311.
156. ↑  Adams 2007, pag. 290.
157. ↑  Cambiaggio 1969, pag. 292.
158. ↑  Grant 2012, I, 3, 3.
159. ↑  Svetonio, Gaio Cesare, XXII; Nony 1988, VI, 218.
160. ↑  Filone, De Legatione ad Gaium, XLIII, 338; Adams 2007, pag. 267.
161. ↑  Filone, De Legatione ad Gaium, XI-XV.
162. ↑  Cassio Dione, LIX, 26-28.
163. ↑  Flavio Giuseppe, Antichità giudaiche, XIX, 1, 4.
164. ↑  Valerio Massimo, VIII, 15, 1.
165. ↑  Cassio Dione, LIX, 28.
166. ↑  Cassio Dione, LIX, 28;  James Sanford, Did Caligula have a God complex?, in Stanford Report, 10 settembre 2003.
167. ↑  Farquhar 2001, pag. 209.
168. ↑  Ward, Yeo, Heichelheim 1999.
169. ↑  Cassio Dione, LI, 20.
170. ↑  Cassio Dione, LIX, 26-28; Grant 2012, I, 3, 3.
171. 1 2  Cassio Dione, LIX, 3; Svetonio, Gaio Cesare, XV.
172. ↑  Svetonio, Gaio Cesare, XV; Sampoli 2003, XIII, 213; AE 1987, 163.
173. ↑  Cassio Dione, LIX, 2; Cassio Dione, LIX, 8; Svetonio, Gaio Cesare, XV; Ghini 2013, pag. 23.
174. ↑  Cassio Dione, LIX, 3.
175. ↑  RIC, Gaio Cesare, I 33; BMCRE,  36; CBN 47, pl. XIII; Cohen, 4.
176. ↑  Barrett 2002, pag. 61.
177. 1 2 3  Svetonio, Gaio Cesare, XXIII.
178. 1 2  Adams 2007, pag. 227.
179. ↑  Cassio Dione, LIX, 20.
180. 1 2  Cassio Dione, LIX, 3; Svetonio, Gaio Cesare, XXIII.
181. ↑  Svetonio, Gaio Cesare, XXIII; Barrett 1998, pag. 76.
182. ↑  Tacito, De vita et moribus Iulii Agricolae, IV.
183. ↑  Svetonio, Gaio Cesare, XXIV; Sampoli 2003, XII, 193; Syme 1989, pag. 179.
184. ↑  Cassio Dione, LIX, 11; Svetonio, Gaio Cesare, XXIV; Barrett 2002, pag. 66.
185. ↑  Eutropio, Breviarium ab Urbe Condita, VII, 12; Svetonio, Gaio Cesare, XXIV.
186. ↑  Cassio Dione, LIX, 11; Svetonio, Gaio Cesare, XXIV; Barrett 2002, pag. 65; Nony 1988, X, 249.
187. ↑  Cassio Dione, LIX, 10; Svetonio, Gaio Cesare, XXIV.
188. ↑  Syme 1989, pag. 136.
189. ↑  Cassio Dione, LIX, 22; Svetonio, Gaio Cesare, XXIV; Sampoli 2003, XII, 193; Syme 1989, pag. 180.
190. ↑  Svetonio, Gaio Cesare, XII; Tacito, Annales, VI, 45.
191. ↑  Svetonio, Gaio Cesare, XXV.
192. ↑  Cassio Dione, LIX, 8; Svetonio, Gaio Cesare, XXV; Ghini 2013, pag. 23.
193. ↑  Cassio Dione, LIX, 8; Svetonio, Gaio Cesare, XXV.
194. ↑  Cassio Dione, LIX, 12; Svetonio, Gaio Cesare, XXV; Syme 1989, pag. 177-178.
195. ↑  Svetonio, Gaio Cesare, XXV; Syme 1989, pag. 178; Cassio Dione, LIX, 12.
196. 1 2  Cassio Dione, LIX, 23.
197. ↑  Svetonio, Gaio Cesare, XXV; Syme 1989, pag. 177.
198. ↑  Adams 2007, pag. 155; Lightman 2007, pag. 113.
199. ↑  Bunson1995, pag. 196.
200. ↑  Barrett 1998, pag. 242; Bunson1995, pag. 196.
201. ↑  Cassio Dione, LIX, 23; Svetonio, Gaio Cesare, XXV; Syme 1989, pag. 175.
202. ↑  Svetonio, Gaio Cesare, XXV; Montanelli 2011, Tiberio e Caligola, 256.
203. ↑  Cassio Dione, LIX, 28; Svetonio, Gaio Cesare, XXV.
204. ↑  RIC, Gaio Cesare, I 25; Cohen, 6.
205. ↑  Cambiaggio 1969, pag. 274.
206. ↑  Cassio Dione, LIX, 29; Svetonio, Gaio Cesare, LVII.
207. ↑  Flavio Giuseppe, Antichità giudaiche, XIX, 1.10-14.
208. ↑  Cassio Dione, LIX, 29.
209. ↑  Flavio Giuseppe, Antichità giudaiche, XIX, 1.6.
210. ↑  Barrett 1993, pag. 245.
211. ↑  Cassio Dione, LIX, 29; Seneca il giovane, De constantia sapientis, VIII; Montanelli 2011, Tiberio e Caligola, 257.
212. 1 2  Syme 1989, pag. 181.
213. ↑  Flavio Giuseppe, Antichità giudaiche, XIX, 1.13.
214. ↑  Svetonio, Gaio Cesare, LVIII; Cambiaggio 1969, pag. 280; Filipponi 2009, pag. 185.
215. ↑  Barrett 1993, pag. 250.
216. ↑  Flavio Giuseppe, Antichità giudaiche, XIX, 1.15; Svetonio, Gaio Cesare, LVIII.
217. ↑  Svetonio, Gaio Cesare, LIX; Montanelli 2011, Tiberio e Caligola, 257.
218. 1 2  Svetonio, Gaio Cesare, LIX.
219. ↑  Svetonio, Gaio Cesare, LX; Montanelli 2011, Tiberio e Caligola, 257.
220. ↑  Flavio Giuseppe, Antichità giudaiche, XIX, 2; Svetonio, Gaio Cesare, LX; Pani 1992, pag. 12; Syme 1989, pag. 278.
221. ↑  Flavio Giuseppe, Antichità giudaiche, XIX, 4.4.
222. ↑  Syme 1989, pag. 138.
223. 1 2 3  Svetonio, Claudio, X.
224. ↑  Flavio Giuseppe, Antichità giudaiche, XIX, 2.1.
225. ↑  Flavio Giuseppe, Antichità giudaiche, XIX, 1.20 e 3.1; Tacito, Annales, XI, 1.
226. ↑  Barrett 2015, p. 261.
227. ↑   Tom Kington, Trovata la tomba di Caligola dopo che la polizia arresta un uomo intento a rubare una statua, in The Guardian, 17 gennaio 2011.
228. ↑   Mary Beard, Questa non è la tomba di Caligola, in The Times, 18 gennaio 2011 (archiviato dall'url originale l'11 agosto 2011).
229. ↑   Tom Kington, Il giallo della statua di Caligola, in National Geographic, 21 gennaio 2011. URL consultato il 12 febbraio 2017 (archiviato dall'url originale il 13 febbraio 2017).